# Fração do Exército Vermelho
Fração do Exército Vermelho (em alemão:  Rote Armee Fraktion, pronunciado [ˌʁoː.tə aʁˈmeː fʁakˌt͡si̯oːn] (escutarⓘ) ou RAF, alemão: [ɛʁʔaːˈʔɛf] (escutarⓘ)), também conhecida como Grupo Baader-Meinhof, (em alemão:  Baader-Meinhof-Gruppe, Baader-Meinhof-Bande, alemão: [ˈbaːdɐ ˈmaɪ̯nˌhɔf ˈɡʁʊpə] (escutarⓘ)) foi uma organização guerrilheira alemã de extrema-esquerda, fundada em 1970, na antiga Alemanha Ocidental, e dissolvida em 1998. Um dos mais proeminentes grupos extremistas da Europa pós-Segunda Guerra Mundial, seus integrantes se autodescreviam como um movimento de guerrilha urbana comunista e anti-imperialista, engajado numa luta armada contra o que definiam como um "Estado fascista".
A RAF foi formada no início dos anos 70 por Andreas Baader, Gudrun Ensslin, Ulrike Meinhof e Horst Mahler. Durante seus 28 anos de existência, nos quais contou com três gerações diferentes de integrantes, o popularmente assim chamado Grupo Baader-Meinhof foi responsável por inúmeras operações de guerrilha e atentados na Alemanha, especialmente os cometidos no segundo semestre de 1977, já por sua segunda geração de militantes, que levou a uma crise institucional no país conhecida como Outono Alemão. Durante três décadas de operações, o grupo foi responsabilizado por 34 mortes, incluindo alvos secundários como motoristas e guarda-costas, e centenas de ferimentos em civis e militares, nacionais e estrangeiros em território alemão, além de milhões de marcos em danos ao patrimônio público e privado.
A organização sempre referiu-se a si própria como Fração do Exército Vermelho. Os termos Grupo Baader-Meinhof ou Bando Baader-Meinhof, pelos quais ficaram popularmente conhecidos e temidos, vem da designação dada a eles pela mídia alemã, como maneira de evitar a legitimização do movimento como organização política verdadeira, tratando-os apenas como uma associação criminosa comum. Apesar de Ulrike Meinhof, uma de suas fundadoras, não ter tido verdadeiramente uma posição de liderança intelectual dentro da cúpula da organização, papel este exercido por Gudrum Ensslin, ela passou a ser designada como Baader-Meinhof após o resgate de Andreas Baader da prisão onde se encontrava, em maio de 1970, por um comando liderado por Meinhof, já uma nacionalmente conhecida jornalista, escritora, documentarista e militante radical de esquerda, que a partir dali entrou na clandestinidade e na luta armada. A organização teve três encarnações sucessivas, a primeira consistindo de Andreas Baader e seus associados, quase todos mortos ou presos já na segunda metade dos anos 70; a segunda, que operou a partir da prisão dos principais líderes e fundadores até o fim da década, formada por ex-integrantes de grupos de militância estudantil radical como o SPK (Sozialistisches Patientenkollektiv), nascido na Universidade de Heidelberg em 1970, que se juntaram aos remanescentes do grupo original; e a terceira geração, que operou nos anos 80 e 90.
Em 28 de abril de 1998, uma carta de oito páginas, datilografada em alemão, foi enviada à agência de notícias Reuters, assinada com o logotipo da RAF - com a metralhadora MP5 sobre a estrela vermelha - comunicando o fim das atividades do grupo, depois de 28 anos de existência como organização. Em 2008, dez anos após sua extinção, o filme alemão Der Baader Meinhof Komplex foi lançado mundialmente - e concorreu ao Oscar e ao Globo de Ouro de melhor filme em  língua estrangeira - pretendendo jogar luzes sobre o grupo e sua história para as gerações presentes e futuras.

## História

### Origens
| “ | Eles vão nos matar a todos. Vocês agora sabem o tipo de porcos contra os quais nós estamos lutando. Esta é a geração de Auschwitz. Você não pode dialogar com as pessoas que criaram Auschwitz. Eles tem armas e nós não. Nós precisamos nos armar! | ” |
|   | — Gudrun Ensslin, falando após a morte do estudante Benno Ohnesorg por um policial, durante uma manifestação estudantil em junho de 1967, contra a visita do Xá do Irã a Berlim.                                                                    |   |

As raízes da RAF podem ser encontradas no movimento estudantil alemão dos anos 1960. Nações industrializadas do fim da década experimentavam o aparecimento de movimentos culturais ortodoxos, produto do amadurecimento da geração dos baby boomers - as crianças nascidas depois do fim da II Guerra Mundial - da Guerra Fria e do fim do colonialismo. Novas subculturas como as comunas e assuntos como racismo, movimentos feministas e anti-imperialismo, estavam na linha de frente das preocupações das políticas de esquerda. Muitos jovens viviam alienados de suas famílias e descrentes das instituições do Estado.

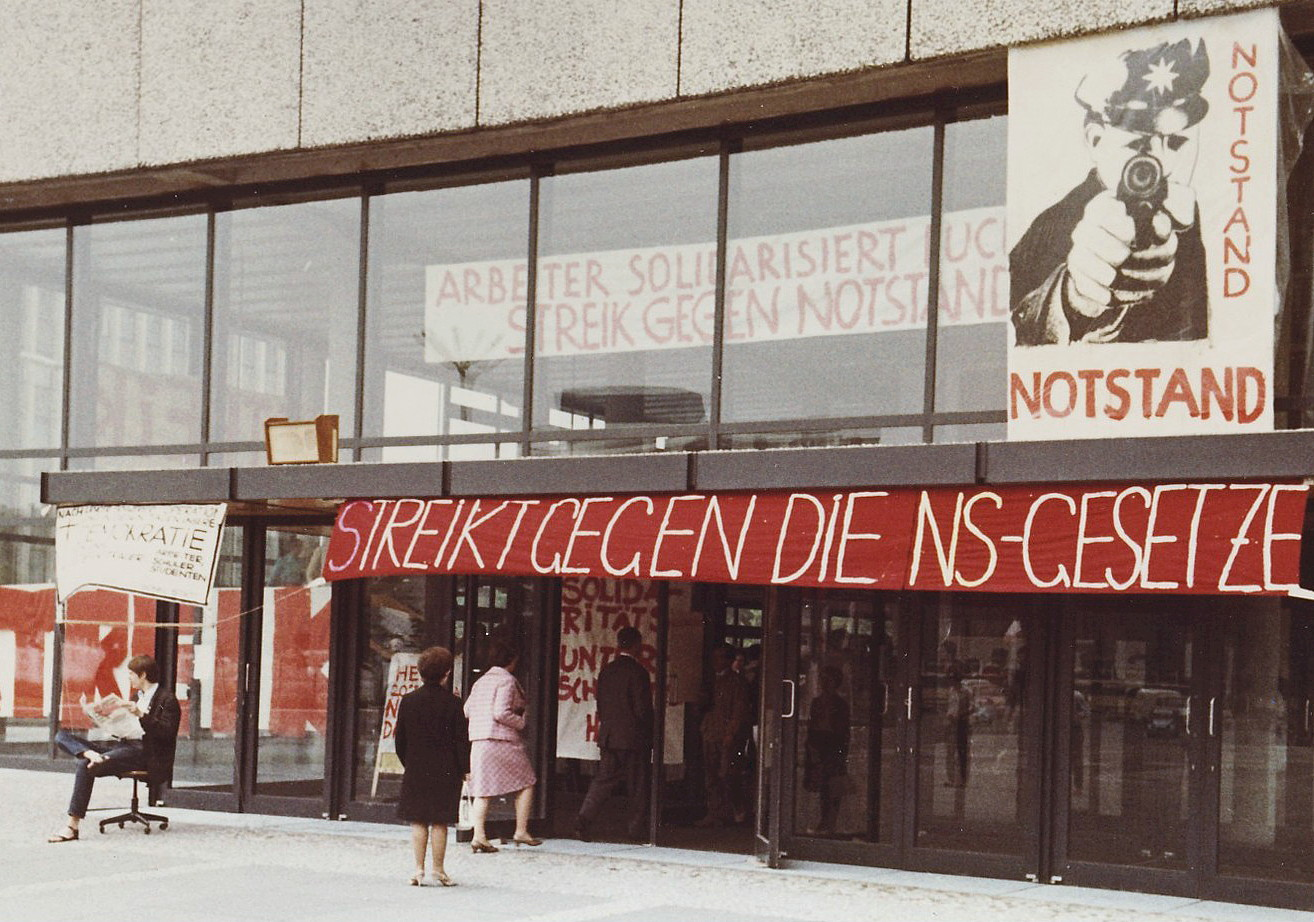
Faixas de protesto na Berlim de 1968 contra a aprovação de leis de emergência decretadas pelo governo

Inicialmente centrados na crítica à instituição universitária, os estudantes alemães da época viraram suas atenções para eventos internacionais, como a Guerra do Vietnã, a pobreza no Terceiro Mundo e a questão da energia nuclear. Eles criticavam igualmente aquilo que lhes parecia ser a relutância da sociedade alemã em confrontar-se com seu passado nazista. Para alguns, o Estado que vigorava na República Federal da Alemanha era uma continuação do antigo Reich. O legado histórico do nazismo havia criado uma fenda entre as gerações e aumentado a suspeita de estruturas autoritárias na sociedade. Na juventude esquerdista alemã, havia raiva com as falhas no processo de desnazificação da Alemanha no pós-guerra, visto como ineficiente.  O Partido Comunista alemão havia sido posto fora da lei desde 1956. Cargos eletivos e não-eletivos da administração pública, dos mais altos a nível nacional até pequenos cargos municipais, eram frequentemente ocupados por ex-nazistas. Até o primeiro chanceler da então Alemanha Ocidental, Konrad Adenauer, tinha um antigo nazista em seu gabinete. A mídia conservadora era vista por eles como tendenciosa, controlada por empresários como Axel Springer - dono do tablóide sensacionalista  Bild-Zeitung e do jornal Die Welt, entre os de maior circulação na Europa - um implacável oponente do radicalismo estudantil.

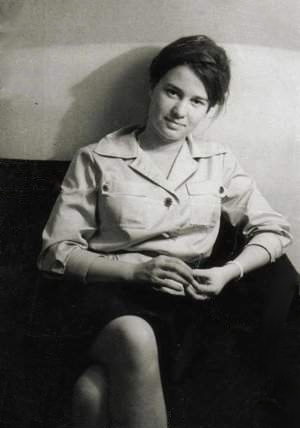
Ulrike Meinhof, co-fundadora da RAF, com cerca de 30 anos, em 1964. A foto, de família, foi tornada de domínio público por sua filha, Bettina Röhl.

Alguns dos homens e mulheres que viriam a fundar e exercer funções importantes na RAF já tinham envolvimentos esquerdistas anteriores: a jornalista Ulrike Meinhof possuía uma antiga relação com o Partido Comunista; Holger Meins estudava cinema e era um veterano das revoltas em Berlim, seu curta-metragem Como Produzir um Coquetel Molotov tinha sido visto por grandes platéias; Jan-Carl Raspe vivia em comunas há longo tempo; Horst Mahler, já um advogado estabelecido, era um dos líderes dos protestos e marchas contra os jornais de Springer desde o começo e defendia causas pró-direitos humanos. Por suas próprias experiências socioeconômicas na vida alemã, eles logo seriam profundamente influenciados pelo Leninismo e o Maoismo, depois definindo-se com um grupo marxista-leninista. Uma crítica contemporânea da visão que o Baader-Meinhof tinha do Estado, publicada numa edição pirata do jornal francês Le Monde diplomatique lhes atribuía um 'fetichismo do Estado' - uma leitura obsessiva e ideologicamente errada da dinâmica da burguesia e da natureza e do papel do Estado nas sociedades ocidentais pós-guerra, incluída a Alemanha Ocidental.
Muitos dos pensadores radicais da época sentiam que os legisladores alemães continuavam a criar leis autoritárias e que a aparente aquiescência da sociedade a isso, era uma continuidade da doutrinação que os nazistas haviam feito sobre a população trinta anos atrás. A Alemanha Ocidental, então já uma das economias mais ricas da Europa, estava exportando armas para ditadores africanos e reestruturando seu próprio rearmamento com uma ferrenha posição pró-Estados Unidos contra o Pacto de Varsóvia.
Fatos subsequentes catalisariam a situação que causou a formação da RAF. Em 2 de junho de 1967 o Xá do Irã, Mohammad Reza Pahlavi, realizou uma visita oficial à cidade de Berlim. O movimento estudantil aproveitou a ocasião para efetuar uma manifestação de protesto contra as violações de direitos humanos que aconteciam no Irã, denunciando o descaso que o Xá e a sua esposa, a imperatriz Farah Diba, demonstravam perante as classes mais desfavorecidas de seu país. Nesta mesma noite, após um dia inteiro de manifestações de exilados iranianos na Alemanha, apoiados pelos estudantes, centenas de manifestantes concentraram-se junto à Ópera de Berlim, onde o casal real deveria comparecer a um espectáculo. A manifestação, a princípio pacífica, desembocou em violência entre estudantes, seguranças do Xá e a polícia, ao fim da qual um estudante, Benno Ohnesorg, casado e com a esposa grávida, foi morto a tiros por um policial, Karl-Heinz Kurras, mais tarde inocentado de todas as acusações e em 2009 exposto como antigo agente duplo da Stasi, o serviço secreto da Alemanha Oriental. Sua morte, ao lado das manifestações contra a Guerra do Vietnã e a percepção de que o país se tornava um estado policial, galvanizou a juventude esquerdista alemã. Entre os líderes dos manifestantes naquele dia, encontrava-se Gudrun Ensslin, uma estudante de literatura alemã e inglesa na Universidade Livre de Berlim que, indignada com a morte de Ohnesorg, discursou aos estudantes dizendo que 'a única forma de responder à violência seria com violência'. Até então, o monopólio da violência estatal nunca havia sido posto em questão por oposicionistas alemães desde 1945.

Andreas Baader, líder do Baader-Meinhof.

No começo de 1968, Gudrun, separada do marido e mãe recente, conheceu Andreas Baader, um carismático militante de esquerda vindo de Munique, onde tinha ficha policial por pequenos crimes comuns, que se tornaria seu namorado. Juntos, decidem alastrar sua contestação ao sistema com algum ato simbólico e deixam Munique em direção à Frankfurt, acompanhados de dois companheiros de militância, Thorwald Proll e Horst Söhnlein. Em 2 de abril, ateiam fogo a duas lojas de departamentos da cidade, provocando incêndios sem vítimas mas com grande prejuízo material. Logo após os incêndios começarem, Ensslin telefona para uma agência de notícias e comunica: "Foi um ato de vingança política!". Dois dias depois são presos.
Por outro lado, uma semana depois, o mais conhecido orador do movimento estudantil, Rudi Dutschke, amigo de Gudrun mas adepto da não-violência, sofre uma tentativa de assassinato levando um tiro no rosto no meio da rua, dado por um estudante de extrema-direita, Josef Bachmann, e apesar de sobreviver sofre sequelas permanentes até sua morte anos mais tarde, depois de ajudar a fundar o Partido Verde Alemão. Os estudantes colocam a culpa da tentativa de homicídio em Axel Springer e nos jornais da extrema-direita, que a seu ver insuflavam os conservadores contra Rudi, com manchetes como "Parem Dutschke!" e convergem para a sede da Springer AD, a editora dos jornais e revistas do Springer, fazendo uma barreira de carros na porta, impedindo a saída e entrada de pessoas e caminhões de distribuição da empresa e entrando em choque com a polícia. Ulrike Meinhof está lá, anotando o que vê, junto a um de seus jovens editores da Konkrete - Stefan Aust, mais tarde biógrafo da RAF- a revista de esquerda para a qual escrevia e editava, e lhe é sugerido que participe do protesto também usando seu carro como barricada. Ulrike ainda não está certa se quer participar efetivamente das manifestações que ocorrem contra o Sistema mas mesmo assim concorda em colocar seu carro como último veículo das dezenas de automóveis que impedem o acesso à editora. Presa, convence os policiais que é culpada apenas de ter estacionado mal para cobrir a manifestação e é solta. Este foi seu primeiro ato físico contra o Estado. Não seria o último. Em sua coluna na Konkret, escreve: "Se alguém incendeia um carro, isso é um crime comum. Se alguém incendeia centenas de carros, isso é um protesto político".

### A RAF
| “ | A Segunda Guerra Mundial tinha terminado apenas há 20 anos. Os que comandam a polícia, as escolas, o governo, eram as mesmas pessoas que estavam no comando durante o nazismo. O chanceler, Kurt Georg Kiesinger, era um ex-nazista. As pessoas só começaram a discutir isso nos anos 60. Nós éramos a primeira geração nascida desde a guerra, e estávamos fazendo perguntas aos nossos pais. Por causa do passado nazista, tudo de ruim era comparado ao Terceiro Reich. Se você ouvia falar de brutalidade policial, diziam que era igual à SS. No momento em que você vê seu próprio país como a continuação de um Estado fascista, você se dá a permissão de fazer quase qualquer coisa contra ele. Você vê as suas ações como a resistência que seus pais não tiveram. | ” |
|   | — Stefan Aust, autor do livro biográfico sobre a RAF, Der Baader Meinhof Komplex. |   |

Os quatro incendiários foram condenados a três anos de prisão por incêndio provocado e por colocarem a vida humana em perigo. Entretanto, em junho de 1969, eles receberam uma condicional temporária, revogada em novembro de mesmo ano, quando foram intimados a reapresentarem-se para cumprir o resto da pena. Dos quatro, apenas Horst Söhnlein acatou a ordem do Tribunal Constitucional Federal da Alemanha, enquanto Baader, Ensslin e Thorwald Proll fugiram para Paris, onde durante algum tempo, com a ajuda da irmã de Thorwald, Astrid Poll, se refugiaram num apartamento de propriedade do jornalista e revolucionário Régis Debray famoso por sua amizade com Che Guevara e por seus trabalhos teóricos sobre a criação de focos de guerrilha urbana. Dali, eles mudaram-se para a Itália onde foram visitados por Horst Mahler, seu advogado no caso dos incêndios, que os encorajou a voltarem juntos para a Alemanha e fundarem um grupo guerrilheiro, nos mesmo moldes dos Tupamaros no Uruguai.
De volta ao país, vivendo na clandestinidade com Gudrun e com os laços estreitados com Meinhof - a quem pediu abrigo na própria casa e foi apresentado junto com Gudrun às filhas pequenas dela como "tio Hans" e "prima Grete" - Andreas Baader acabou sendo novamente preso numa batida policial portando documentos falsos em 3 de abril de 1970, quando se dirigia, com Astrid Poll, a irmã de Thorwald, já integrante do grupo, para um suposto depósito de armas enterrado num cemitério. Na prisão de Tegel, Andreas foi visitado por vários membros do grupo, disfarçados ou com a identidade própria como Ulrike Meinhof, trabalhando com jornalista. O objetivo de Gudrun era libertar o namorado de qualquer maneira e o plano criado surgiu com a possibilidade levantada de Meinhof - ainda com uma vida normal de profissional reconhecida -  conseguir um encontro dela com Baader no Instituto para as Questões Sociais, em Berlim, um local onde presos podiam ter acesso à biblioteca, para uma entrevista e a confecção de um livro com Baader. Mesmo relutante, por entender que a partir dali sua vida de mãe de duas filhas com uma profissão estável chegaria ao fim, Meinhof concordou com o plano. Na data marcada, 14 de maio de 1970, enquanto Baader e Meinhof encontravam-se na sala de leitura, escoltados por guardas, um grupo formado por Gudrun, Astrid, Ingrid Schubert, Irene Goergens e Peter Homann, entrou no local armado, ocorrendo um tiroteio no qual um dos guardas foi ferido e os outros rendidos. Baader e o grupo fugiram pela janela da sala e Meinhof seguiu-os, caindo na clandestinidade.
No dia seguinte, cartazes começaram a aparecer pelo país com a fotografia de Baader e Meinhof e os jornais de Axel Springer traziam a notícia em manchete, chamando o grupo de Gang Baader-Meinhof, pelo qual ficariam popularmente conhecidos. O filme Bambule, com roteiro de Meinhof, sobre a vida de jovens mulheres num reformatório e programado anteriormente para estrear na televisão alemã dez dias depois da fuga, é retirado da grade de programação. Em 2 de julho, o jornal anarquista 833 publica um manifesto do grupo, que assina com o nome oficial de Rote Armee Fraktion (Fração do Exército Vermelho) pela primeira vez.

### Período 1970-1972
| “ | O Grupo Baader-Meinhof teve um apoio popular que esquerdistas violentos dos Estados Unidos, como o Weather Underground, jamais conseguiram. Uma pesquisa popular feita nos primeiros anos de sua atividade, mostrou que 1/4 dos alemães com menos de 40 anos tinham simpatia por eles e 1/10 destas pessoas confessavam que esconderiam seus membros de fosse necessário. Quando a RAF começou a assaltar bancos, telejornais comparavam seus membros a Bonnie & Clyde. Andreas, um carismático do tipo psicopata, reforçava a imagem dizendo que seus filmes favoritos eram Bonnie & Clyde e A Batalha de Argel. O icônico cartaz de Che Guevara era pendurado em sua parede, enquanto ele pagava a um desenhista para criar a marca da RAF, a submetralhadora MP5 sobre a estrela vermelha. Proeminentes intelectuais falavam da justiça dos atos praticados pelos membros da gangue, quando a sociedade alemã dos anos 70 ainda era uma sociedade baseada na culpa coletiva. | ” |
|   | — Stefan Aust, autor da biografia Der Baader Meinhof Komplex. |   |

Depois da fuga e antes das ações armadas que empreenderiam, Baader, Meinhof e Ennslin foram para a Jordânia através da Alemanha Oriental, acompanhados de outros militantes, onde participaram de treinamento de guerrilha num campo da Frente Popular para a Libertação da Palestina, comandados por Ali Hassan Salameh, criador do grupo terrorista palestino Setembro Negro, durante o verão europeu de 1970. De regresso à Alemanha, eles planejaram e realizaram assaltos conjuntos a três bancos na mesma hora para arrecadar dinheiro e armas. Também foram realizados ataques à bomba contra instalações militares dos Estados Unidos, postos policiais e edifícios do império jornalístico de Axel Springer, além da tentativa de assassinato de um juiz. Novos recrutas uniram-se à organização: Jan-Carl Raspe, Marianne Herzog e 'Ali' Jansen. Num período de dois anos, o Baader-Meinhof assaltou bancos, roubou carros, falsificou documentos, colocou bombas no centro de Inteligência Militar do Exército dos Estados Unidos em Frankfurt am Main, em instalações militares em Heidelberg e em centrais de polícia em Augsburg e Munique.
Em setembro de 1970, um dos fundadores e líderes da facção, o advogado Horst Mahler, é surpreendido numa tocaia policial a um apartamento em Berlim com outros integrantes do grupo e preso. No início de 1971, Ulrike Meinhof publica clandestinamente seu livro-manifesto, O Conceito da Guerrilha Urbana, influenciada pelo Minimanual do Guerrilheiro Urbano, do líder comunista brasileiro Carlos Marighella, publicado em 1969, que, entre outros, também influenciou as táticas de guerrilhas das Brigadas Vermelhas, na Itália. A RAF continua seus atentados durante o ano, em que vários de seus membros são presos ou mortos. Os carros BMW roubados, preferidos para os assaltos a bancos, passam a ser tão identificados com a organização que os populares o apelidam jocosamente de "Baader-Meinhof Wagen". Dirigindo um destes carros, um  BMW 2002, Petra Schelm, uma das primeiras a se juntar aos líderes da RAF e com treinamento na Jordânia, morre numa troca de tiros com   polícia em Hamburgo, com 20 anos de idade. Caçados pelo governo e temidos pela população em geral, sua aceitação em certos círculos da sociedade, entretanto, continuava em alta. O Baader-Meinhof começou a ser aceito, senão admirado, por liberais 'livres de culpas' que viam seu suposto brio como uma crítica contracultural violenta à 'aborrecida vida burguesa alemã', e que se ressentiam da associação de seu país com os esforços dos norte-americanos na Guerra do Vietnã. O Prêmio Nobel de Literatura Heinrich Böll, publica uma carta na revista Der Spiegel - a de maior circulação na Alemanha - em que critica violentamente os jornais sensacionalistas de Springer, por afirmarem em manchetes que a RAF havia assassinado um policial sem que houvesse qualquer indício disso e escreve que a cobertura deste tipo de imprensa sobre a RAF "não é mais somente cripto-fascista, nem fascistoide, é fascismo nu e cru, agitação, mentiras e sujeira". A carta criou grande polêmica na sociedade, com a revista recebendo enorme número de cartas de leitores apoiando o texto de Pöll e o Baader-Meinhof, assim como tantas outras criticando e demonizando o grupo. Com a descoberta posterior de que a RAF havia realmente assassinado o policial, o escritor ficaria para sempre marcado como um simpatizante de terroristas.

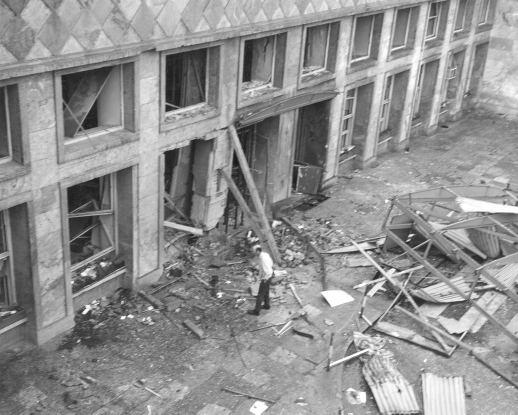
O clube dos oficiais do QG do Exército dos Estados Unidos na Alemanha depois do atentado do Baader-Meinhof em 1972

Em maio de 1972, a RAF comete alguns de seus mais sangrentos atentados: em Frankfurt, Baader, Ensslin, Jan-Carl Raspe e Holger Meins, auto-denominando-se 'Comando Petra Schelm', colocam três bombas de efeito retardado no edifício central do QG do Exército dos Estados Unidos na Alemanha. As bombas destroem o lugar e matam um tenente-coronel norte-americano, condecorado no Vietnã. Assumindo a responsabilidade, o Baader-Meinhof emite um comunicado exigindo a fim da colocação de minas pelos Estados Unidos nos portos do Vietnã do Norte. No dia seguinte, Angela Luther e Irmgard Möller colocam duas bombas de retardo dentro da central de polícia de Augsburg deixando cinco policiais feridos. Um carro-bomba é deixado por Baader no estacionamento do Departamento Nacional de Investigações Criminais em Munique e explode destruindo 60 veículos. Por seu lado, Ulrike Meinhof, acompanhada de três militantes - entre eles a estudante secundária Ilse Stachowiak, que se juntou à RAF com apenas 16 anos, coloca seis bombas escondidas em mochilas nos escritórios da editora Springer em Hamburgo. Apesar de serem avisados com antecedência por telefone para deixarem o prédio, as telefonistas não levam a sério a ameaça. Três delas explodem e 17 funcionários da editora são feridos. No dia 24 de maio, as mesmas Möller e Luther que bombardearam a delegacia de Augsburg dias antes, deixam 25 quilos de explosivos dentro de um carro no estacionamento do Comando Europeu Supremo do Exército dos Estados Unidos em Heidelberg. O carro explode, destrói a parede externa do clube dos oficiais e mata três militares instantaneamente, um deles cortado ao meio pela força da explosão. Dois dias depois, o Baader-Meinhof distribui um comunicado assumindo o atentado em 'resposta aos bombardeios norte-americanos no Vietnã'.
A caçada humana realizada pela polícia alemã finalmente consegue resultados no mês seguinte, quando toda a direção e os principais militantes da RAF são presos em um espaço de quinze dias:
- 1 de junho - Em Frankfurt, depois de alertada por moradores da vizinhança de que uma garagem contém explosivos e tem um movimento suspeito, a polícia vigia a área e surpreende Andreas Baader, Jan-Carl Raspe e Holgen Meins ao chegarem. Notando a presença de policiais, Baader começa um tiroteio. Raspe é preso imediatamente no estacionamento. Meins e Baader escondem-se na garagem por horas onde são atingidos por gás lacrimogênio e Baader é ferido na perna. Os dois são capturados perante as câmeras de televisão que chegaram ao local atraídas pelo cerco. Em 8 de junho, em Hamburgo, quase fora de si pela dor da prisão de Baader, Gudrun Ensslin entra numa loja para comprar roupas. Enquanto as experimenta no provador, uma das vendedoras, ao arrumar seu casaco do lado de fora, nota uma pistola nele e chama a polícia. Ela é presa no local. Em 9 de junho, Brigitte Mohnhaupt, uma das mais ativas integrantes da RAF e que lideraria a 'segunda geração' da organização, é presa com um companheiro em Berlim. Em Hannover, 15 de junho, Ulrike Meinholf e outro militante, Gerhard Müller, encontram-se hospedados por alguns dias na casa de uma amiga de um dos contatos de Meinhof, que não sabe de quem se tratam mas desconfia do casal e resolve avisar a polícia. A polícia cerca o edifício e prende Muller quando ele sai para telefonar. Depois bate na porta e Meinhof atende. A última integrante da direção da Fração do Exército Vermelho em liberdade é presa.[34]

### Período 1972-1976

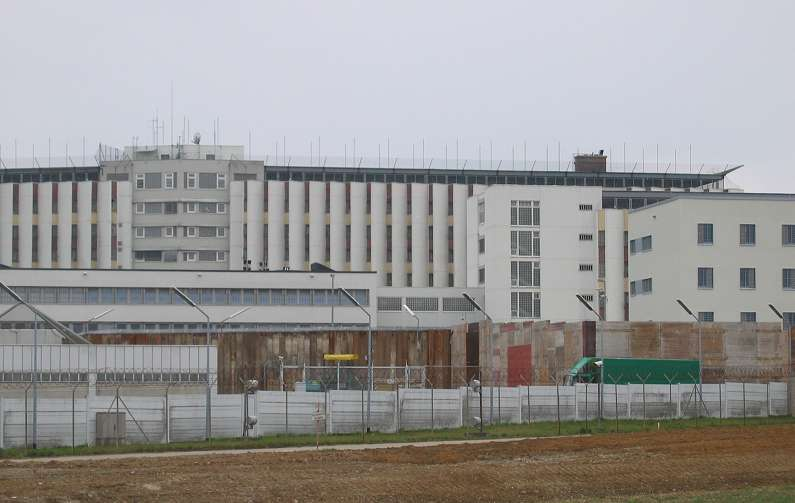
A prisão de Stammheim, em Stuttgart, onde a partir de 1974 ficaram confinados todos os principais dirigentes da RAF até sua morte em 1977

Em princípio aprisionados em locais diferentes da Alemanha, quase todos em celas de isolamento total como Ulrike Meinhof, que passou oito meses sem contato com ninguém do mundo exterior na prisão de Ossendorf, em Colônia, a partir de 1974 os principais líderes do grupo foram todos encarcerados na mesma prisão, o presídio de segurança máxima de Stammheim, em Stuttgart. Nesta prisão fora construída especialmente uma ala para abrigar os membros do grupo Baader-Meinhof, ligada a um anexo onde também foram construídas as instalações de um tribunal, ao custo de milhões de marcos, de maneira que eles não precisassem ser removidos do presídio durante as audiências de seu julgamento. Para protestar contra as condições da prisão e o confinamento em isolamento a que foram submetidos - que chegou a provocar protestos da Anistia Internacional contra o governo alemão - antes e depois de Stammheim os presos fizeram várias greves de fome, sendo eventualmente alimentados à força - amarrados a mesas e com tubos enfiados na garganta - e, numa delas, Holger Meins morreu, pesando menos de 40 quilos, em 9 de novembro de 1974, em sua cela na prisão de Wittlich. Os protestos públicos resultantes disso levaram as autoridades a afrouxarem as condições em Stammheim, permitindo um maior contato entre os presos. Pouco depois de sua morte, por insistência de Meinhof, o governo permite que o filósofo francês Jean-Paul Sartre visite e entreviste Andreas Baader na prisão. O motorista e intérprete de Sartre é Hans Joachim Klein, que em dezembro de 1975 tomará parte no sequestro dos ministros da OPEP, em Viena, integrando o grupo guerrilheiro de Carlos, o Chacal. No dia 28 de novembro, Ulrike Meinhof é sentenciada a oito anos de prisão por sua participação na libertação de Baader, em maio de 1970, e em janeiro do ano seguinte o Legislativo promulga leis de exceção, as "Leis Baader-Meinhof", entre elas a que permite que os juízes impeçam que advogados que tenham qualquer ligação com a organização possam atuar na defesa de seus integrantes, e as que permitem que os julgamentos continuem independentemente da ausência no tribunal de qualquer deles.

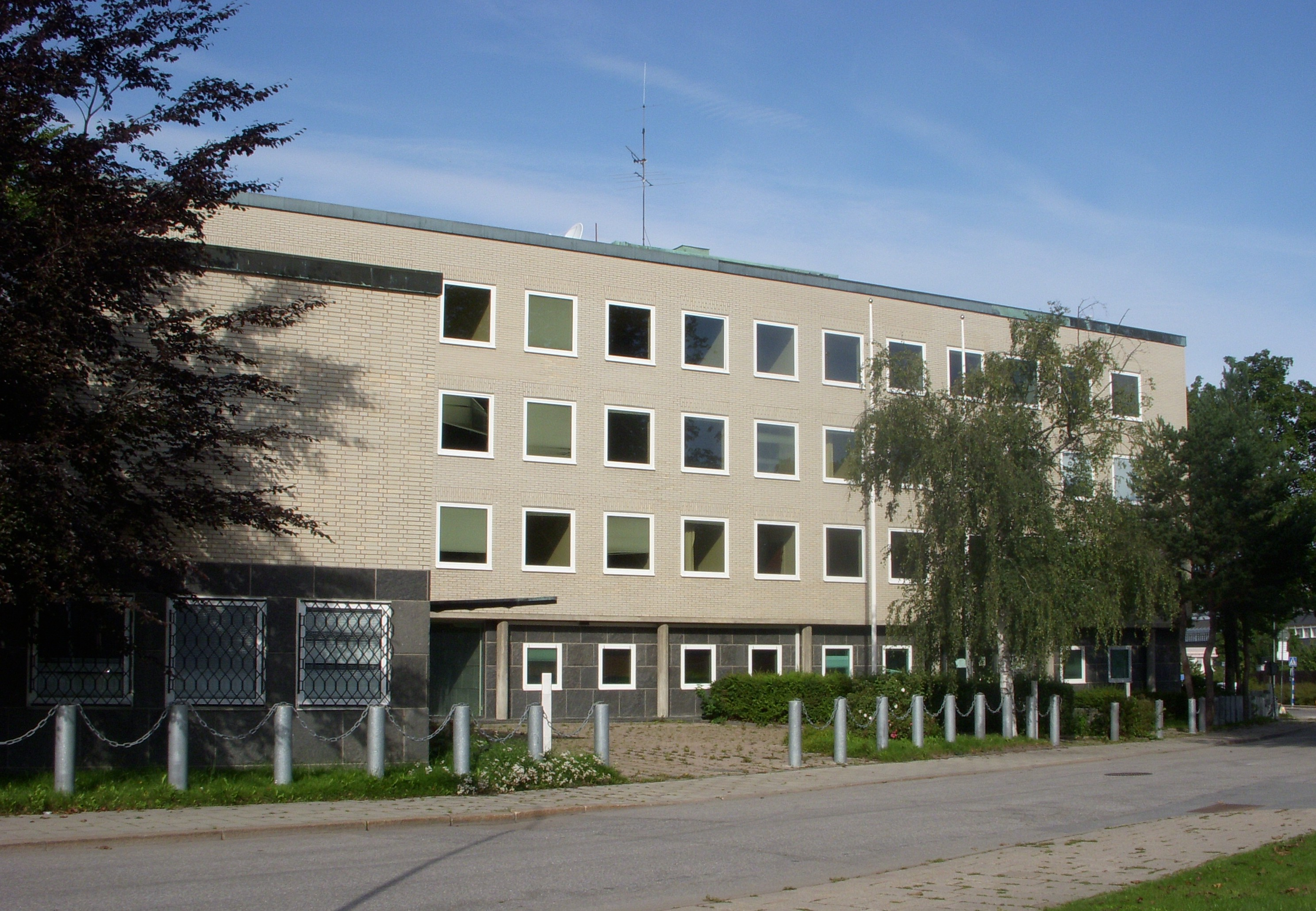
A embaixada alemã em Estocolmo (foto de 2008)

Foi neste período que a assim chamada segunda geração da RAF começou a emergir, depois da reorganização da facção feita pelo advogado e simpatizante Siegfried Haag, entre os sobreviventes em liberdade com integrantes de outros grupos simpatizantes da RAF. Em fevereiro de 1975, um grupo sequestra o candidato a prefeito de Berlim Ocidental Peter Lorenz, três dias antes das eleições e exige a libertação de seis prisioneiros, inclusive o fundador Horst Mahler, o que está há mais tempo preso entre os ex-dirigentes da organização. Mahler, já com suas convicções mudadas sobre o papel da RAF na luta contra o Estado, declina da oferta mas os outros, nenhum deles acusado por crimes de sangue, são libertados pelo governo e enviados a Aden, no Iémen. Lorenz é libertado no dia seguinte.
Em 24 de abril de 1975, um grupo de seis militantes da RAF, escolhidos por Haag e comandados por Siegfried Hausner, de 23 anos, invade a embaixada alemã-ocidental em Estocolmo, e faz onze reféns, entre eles o embaixador alemão. Pelo resgate dos reféns, o grupo exige a libertação de todos os líderes do Baader-Minhof presos em Stammheim, além de outros militantes. Desta vez o governo alemão não se mostra disposto a negociar, o que faz com que os guerrilheiros matem dois reféns, o adido militar e o adido econômico. Com a embaixada toda minada pelos invasores, durante a noite, acidentalmente, uma carga de trinitrotolueno (TNT) explode, matando um terrorista, e na confusão que se segue a polícia sueca invade o prédio e liberta os reféns, prendendo os sequestradores. No dia 21 de maio, começa o julgamento - que seria o mais longo da história da Alemanha Ocidental - de Andreas Baader, Gudrun Ensslin, Ulrike Meinhoff e Jan-Carl Raspe, todos presos em Stammheim.

#### A morte de Ulrike Meinhof

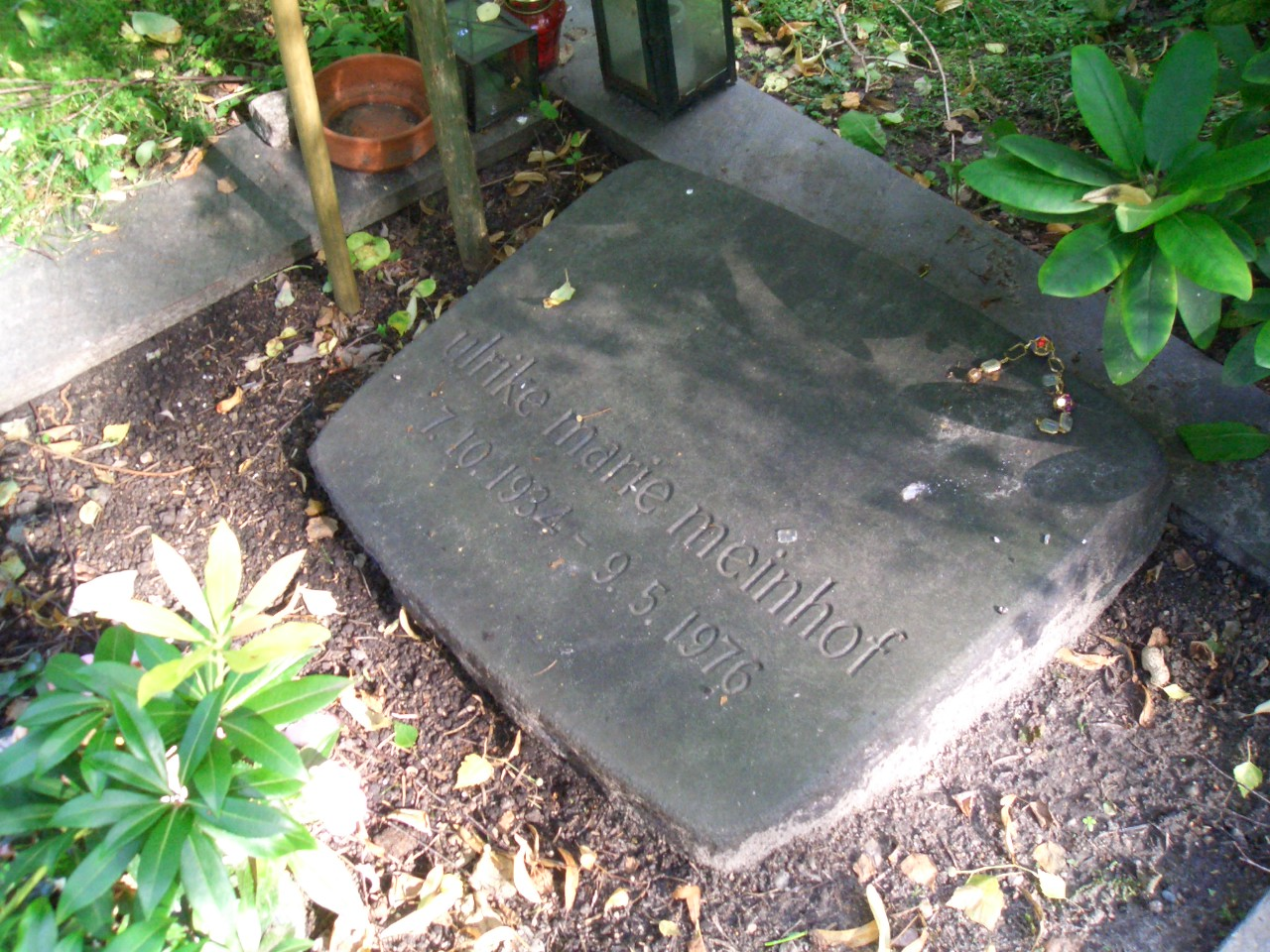
A lápide da sepultura de Meinhof no cemitério de Berlim.

Em 9 de maio de 1976, ainda durante o período de julgamento e quando se festejava o Dia das Mães na Alemanha, Ulrike Meinhof foi encontrada morta em sua cela, enforcada com uma corda improvisada de uma toalha. A investigação oficial concluiu que se tratara de suicídio, laudo contestado por acusações públicas de que a jornalista havia sido assassinada. Massivas demonstrações de protesto de esquerdistas ocorreram por todo o país e bombas explodem em Nice e Paris, na França e na base da Força Aérea dos Estados Unidos em Frankfurt. Nos últimos tempos em que esteve presa, entretanto, Ulrike estava deprimida por conflitos internos com os outros integrantes da organização, que a relegaram ao ostracismo no grupo. Apesar disso, Jan-Carl Raspe declarou de público em corte, que eles acreditavam que ela havia sido assassinada e que as difíceis relações entre ela e Baader-Ensslin na prisão, não eram qualquer evidência de que ela quisesse se suicidar.
Ulrike foi enterrada em Berlim, entre milhares de simpatizantes e discursos de intelectuais de esquerda. O poeta Erich Fried enviou para as cerimônias do funeral um telegrama chamando-a de "a maior mulher da Alemanha desde Rosa Luxemburgo". Algumas décadas após sua morte veio à tona a notícia de que seu cérebro fora retirado pelos patologistas antes do enterro, sem conhecimento da família, e conservado durante vinte e seis anos em formol para estudos num hospital de Magdeburg. Sua filha, a jornalista Bettina Röhl, moveu uma ação contra o Estado e o cérebro foi enterrado na sepultura junto com os restos de Ulrike em 2002.

### Outono Alemão
Após a morte de Meinhof, algumas das integrantes do Baader-Meinhof foram transferidas para a prisão de Stammheim, entre elas Brigitte Mohnhaupt e Irmgard Möller. Monhaupt, presa desde junho de 1972, é libertada em fevereiro de 1977, após cumprir quase cinco anos da sentença por porte ilegal de armas, falsificação de documentos e associação criminosa. Treinada por Baader e Ensslin para assumir a liderança da RAF em liberdade, depois da prisão de Siegfried Haag em fins de 1976, ela imediatamente volta à clandestinidade, e passa a comandar a segunda geração de militantes, com o objetivo de realizar ações para libertar seus companheiros. As ações deste grupo, principalmente durante a segunda metade de 1977, ficariam conhecidas na história da Alemanha Ocidental como Outono Alemão, quando sequestros e assassinatos em série levaram a uma crise sem precedentes no país.

A histórica imagem mostra o ex-nazista e capitalista Hanns-Martin Schleyer em cativeiro, em foto enviada pela RAF aos meios de comunicação como prova de vida do empresário. Schleyer foi sequestrado e morto pela RAF durante o Outono Alemão.

Finalmente, em 28 de abril de 1977, depois de 192 dias de julgamento e a um custo de quinze milhões de dólares, Andreas Baader, Gudrum Ensslin e Jan-Carl Raspe são declarados culpados de quatro assassinatos, trinta tentativas de homicídio e de formação de organização terrorista, sendo conjuntamente sentenciados à prisão perpétua. Três semanas antes, uma dupla da RAF, em uma motocicleta, emboscou e matou o procurador-geral da República Federal da Alemanha, Siegfried Buback, numa avenida da cidade de Karlsruhe, em Baden-Württemberg, perto da fronteira francesa. O atentado abriu uma série de crimes da RAF, e foi seguido da tentativa de sequestro e do assassinato do presidente do Dresdner Bank, Jürgen Ponto, em sua villa ao norte de Frankfurt, concebido e perpetrado por Monhaupt, Christian Klar e Susanne Albrecht, uma integrante da RAF amiga da família Ponto e afilhada do banqueiro.
Em 5 de setembro, o mais importante homem de negócios e símbolo do capitalismo alemão, Hanns-Martin Schleyer, presidente da Federação de Empregadores da Alemanha e da Confederação das Indústrias alemã, foi sequestrado num atentado sangrento em Colônia, no qual seus guarda-costas e seu motorista foram metralhados pelo comando do Baader-Meinhof, integrado entre outros por Peter-Jürgen Boock e Sieglinde Hofmann. Schleyer, um ex-nazista e ex-oficial da SS que após a guerra galgou a hierarquia econômica e social do país até se tornar um dos homens mais importantes da Alemanha e um símbolo da continuidade entre o Terceiro Reich e a estrutura do poder na Alemanha pós-guerra, era um dos alvos da esquerda alemã em seus protestos e críticas desde a década anterior. Uma carta dos sequestradores foi divulgada, na qual a libertação de onze presos políticos era exigida em troca de sua vida, entre eles, todos os líderes da RAF. Seu sequestro provocou uma grande crise no governo e um comitê de emergência foi formado pelo chanceler Helmut Schmidt em Bonn, de maneira a criar táticas para alongar as negociações, permitindo que a polícia tivesse tempo de localizar o cativeiro de Schleyer.
Enquanto isso acontecia, os presos de Stammheim eram submetidos a um completo isolamento em suas celas, com o contato mútuo proibido e recebendo visitas apenas de funcionários do governo e do capelão da prisão.

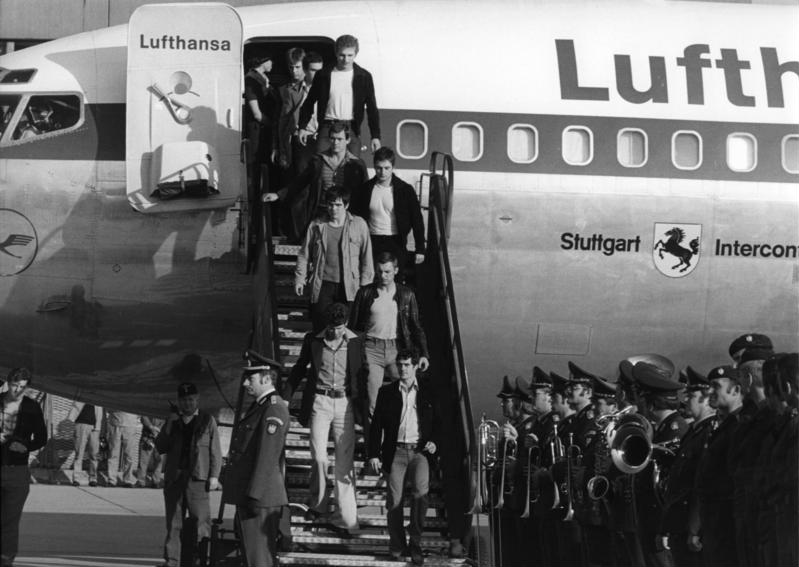
Os integrantes do grupo antiterrorista alemão GSG 9 chegam à Alemanha após libertarem os reféns do voo 181 da Lufthansa em Mogadíscio.

A crise arrastava-se há mais de um mês, sem o governo ceder e com Schleyer sendo levado em cativeiro para países diferentes, quando, no dia 13 de outubro, o Boeing 737 que fazia o voo 181 da Lufthansa entre Palma de Maiorca, na Espanha, e Frankfurt, na Alemanha, é sequestrado com mais de 90 pessoas a bordo. O sequestro, levado a cabo por quatro membros da Frente Popular para a Libertação da Palestina, em cooperação com os integrantes da RAF que capturaram Schleyer, foi realizado para reforçar a exigência pela libertação dos presos alemães, mais a libertação de dois terroristas palestinos presos na Turquia e quinze milhões de dólares.
Durante quatro dias, o mundo e os líderes da RAF, em suas celas de Stuttgart, acompanharam a rota do avião sequestrado, desviado primeiro para Roma, depois Chipre, Barém, Dubai, Aden, no Iémen, onde o piloto da aeronave, Jürgen Schumann, foi assassinado em 16 de outubro e finalmente pousando em Mogadíscio, na capital da Somália, pilotado pelo co-piloto Jürgen Vietor e onde o corpo de Schumann foi jogado na pista. Enquanto isso acontecia, Baader, Gudrun Ensslin e demais prisioneiros em Stammheim, completamente isolados em suas celas por um anteparo de madeira colado às portas que vedava qualquer ruído vindo do exterior, acompanhavam a evolução do sequestro pelo rádio, num sistema criado por Baader usando a fiação da tomada da cela.
Na noite de 17 de outubro de 1977, o comando antiterrorista GSG 9, grupo de elite da polícia federal alemã, levado em segredo até a Somália enquanto as negociações se desenrolavam, invade o avião sequestrado, mata três dos quatro palestinos e liberta todos os passageiros e tripulantes.

#### A "Noite da Morte"

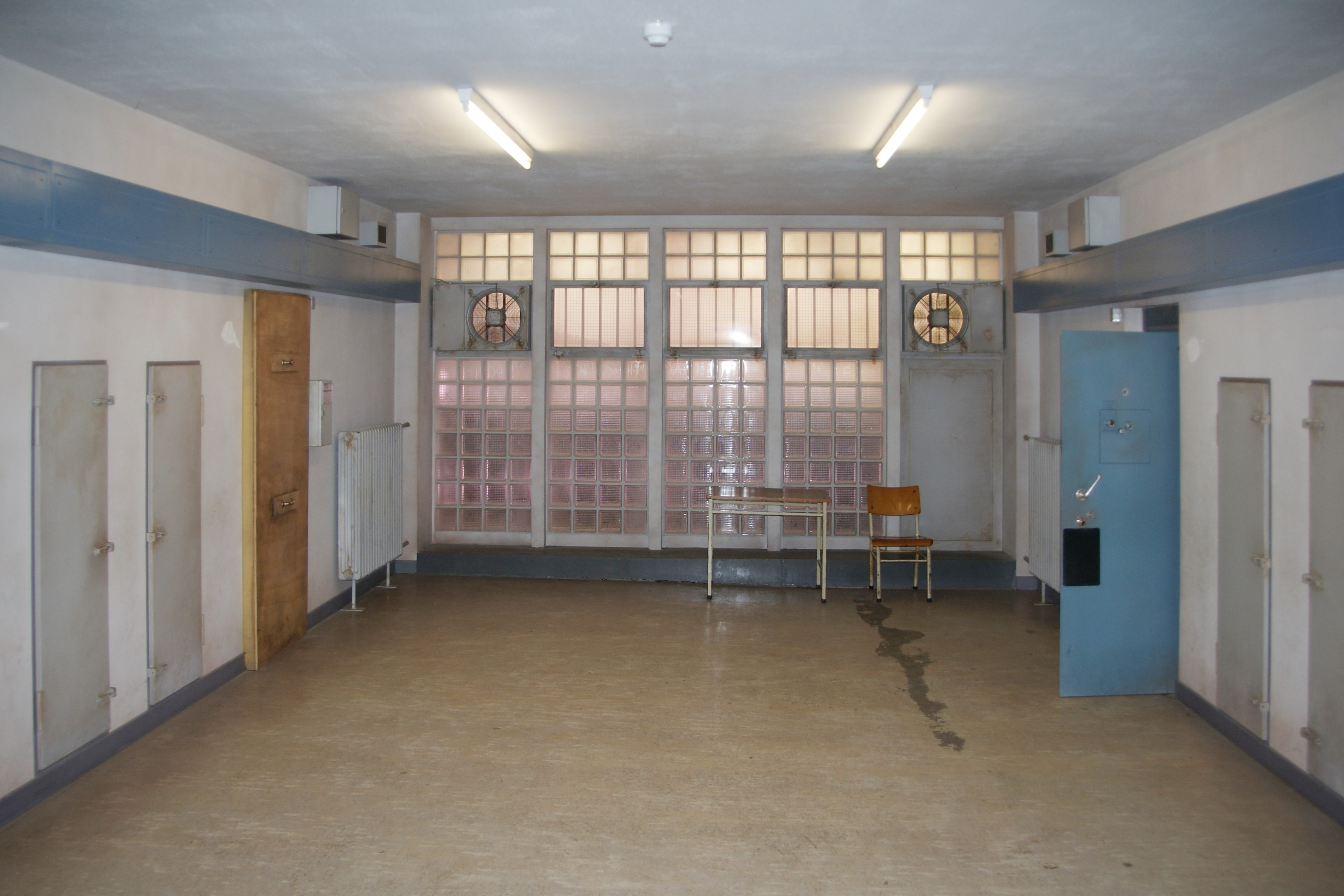
Imagem da ala das celas dos prisioneiros do Baader-Meinhof na prisão de Stammheim. À esquerda, o anteparo móvel de madeira colocado nas portas das celas para impedir qualquer som do mundo exterior durante o sequestro do avião da Lufthansa e na 'Noite da Morte'.

O que acontece nas horas posteriores em Stammheim é motivo de controvérsia até os dias de hoje e ficou conhecido como A Noite da Morte. Na manhã seguinte ao fim do sequestro da Lufthansa, a guarda da prisão abre as celas dos presos e encontra Andreas Baader morto com um tiro, Gudrun Ensslin enforcada, Jan-Carl Raspe agonizando também com um tiro - morreria no hospital -  e Irmgard Möller seriamente ferida com quatro facadas no peito e no pescoço. A versão oficial do governo é suicídio coletivo. O comunicado suscita uma série de protestos e acusações de assassinato por parte do Estado, na medida em que dúvidas surgem quanto ao fato de Baader ter sido morto com um tiro na nuca e não haver impressões digitais na arma, Rasper não ter vestígio de pólvora nas mãos e Möller ter conseguido dar quatro facadas profundas em si mesmo antes de desmaiar. Ela, que foi a única sobrevivente e passou meses em solitária vigiada vinte e quatro horas por dia com guardas na cela após o incidente, sem poder comunicar-se com o mundo exterior, passou os anos seguintes afirmando que todos tinham sido dopados e assassinados.
Horas depois de saberem das notícias de Mogadíscio e de Stammheim, dois dos sequestradores de Hanns-Martin Schleyer, Rolf Heissler e Stefan Wisniewski, o retiraram do cativeiro, na Bélgica, o assassinaram a tiros em algum lugar perto da fronteira francesa e deixaram seu corpo no porta-malas de um carro na cidade de Mulhouse. O comunicado em que anunciavam a morte do empresário, enviado ao jornal francês Libération, dizia: "Após 43 dias, acabamos com a existência corrupta e patética de Hanns Martin Schleyer.... A luta apenas começou. Liberdade por meio da luta armada antiimperialista."
A morte de Schleyer e dos líderes do Baader-Meinhof encerrou o Outono Alemão e a escalada de atentados em larga escala da RAF, mas uma terceira geração de militantes continuaria a desafiar, ainda que esporadicamente, o Estado alemão por mais duas décadas.

### A terceira geração
Ainda em liberdade após as mortes de Stammheim, Brigitte Mohnhaupt, Sieglinde Hofmann, Rolf Clemens Wagner e Peter-Jürgen Boock, todos envolvidos nas mortes de Ponto e Schleyer, fogem para a Iugoslávia e são presos em Zagreb, em maio de 1978. Com o governo alemão se nega a trocá-los por fugitivos croatas asilados no país com o governo de Tito, são novamente postos em liberdade e desaparecem. Em junho de 1979, Clemens lidera a tentativa de assassinato do general norte-americano Alexander Haig, ex-Chefe de Gabinete da Casa Branca no segundo mandato de Richard Nixon e então comandante da OTAN. Em agosto de 1981, um carro-bomba colocado pela RAF explode no estacionamento da Base Aérea de Ramstein, na Renânia-Palatinado e em setembro, outros militantes, denominando-se Comando Gudrun Ensslin e liderados por Christian Klar e Mohnhaupt, se envolvem na tentativa de assassinato de outro general, Frederick Kroesen, comandante das forças norte-americanas na Alemanha, ferido num atentado contra sua limusine blindada por um foguete antitanque nas ruas de Heidelberg, em Baden-Württemberg.
Mohnhaupt e Klar são finalmente presos em 1982, mas uma nova geração de militantes continua a cometer assassinatos e atentados pela Alemanha em nome da RAF. Um carro-bomba explode na Base Aérea de Rhein-Main, próxima da Frankfurt, em 1985, matando duas pessoas e ferindo outras vinte, num atentado comandado por uma nova integrante, Birgit Hogefeld, que na véspera, junto com Eva Hause, havia sequestrado e assassinado um soldado da base para roubar o cartão de identidade que permitia a entrada nela.
O colapso da União Soviética ao final da década de 1980 provocou uma grande implosão entre os grupos extremistas de esquerda - após a reunificação alemã em 1990, documentos foram descobertos confirmando que o Grupo Baader-Meinhof recebeu apoio financeiro e logístico da Stasi, o serviço de segurança da Alemanha Oriental, que forneceu abrigo e novas identidades a membros do grupo escondidos no lado leste. Mesmo assim a RAF continua a atuar. O presidente da Siemens, Karl Heinz Beckurts, e seu motorista, são assassinados num atentado com um carro-bomba. Em novembro de 1989, o presidente do Deutsche Bank, Alfred Herrhausen, morre quando seu carro blindado explode, ao cruzar uma fotocélula infravermelha no caminho para o trabalho, um atentado com uma bomba de fabricação sofisticada, colocada no bagageiro de uma bicicleta encostada em determinado lugar da rua a ser percorrida por ele e seus carros de escolta. Seus assassinos nunca foram devidamente identificados, mas as suspeitas caem sobre Wolfgang Grams e Andrea Klump, dois guerrilheiros da terceira geração da RAF. Em 1 de abril de 1991, o líder da Treuhandanstalt, órgão responsável pela privatização da economia estatal da ex-Alemanha Oriental, é morto a tiros.
Em 1992, o governo alemão avaliou que o principal empenho da RAF na ocasião era o de realizar ações para conseguir a libertação de ex-companheiros. Em vista disso, para enfraquecê-la, através do ministro da Justiça, anunciou publicamente estar pronto para a reconciliação e que alguns dos presos da organização poderiam ser libertados, caso a guerrilha se abstivesse de ações violentas no futuro. Posteriormente a este passo do governo, a RAF anunciou, através de um comunicado à agência France-Press, uma diminuição na escalada de atentados e de 'renúncia a atividades significativas contra líderes da indústria e do governo'.

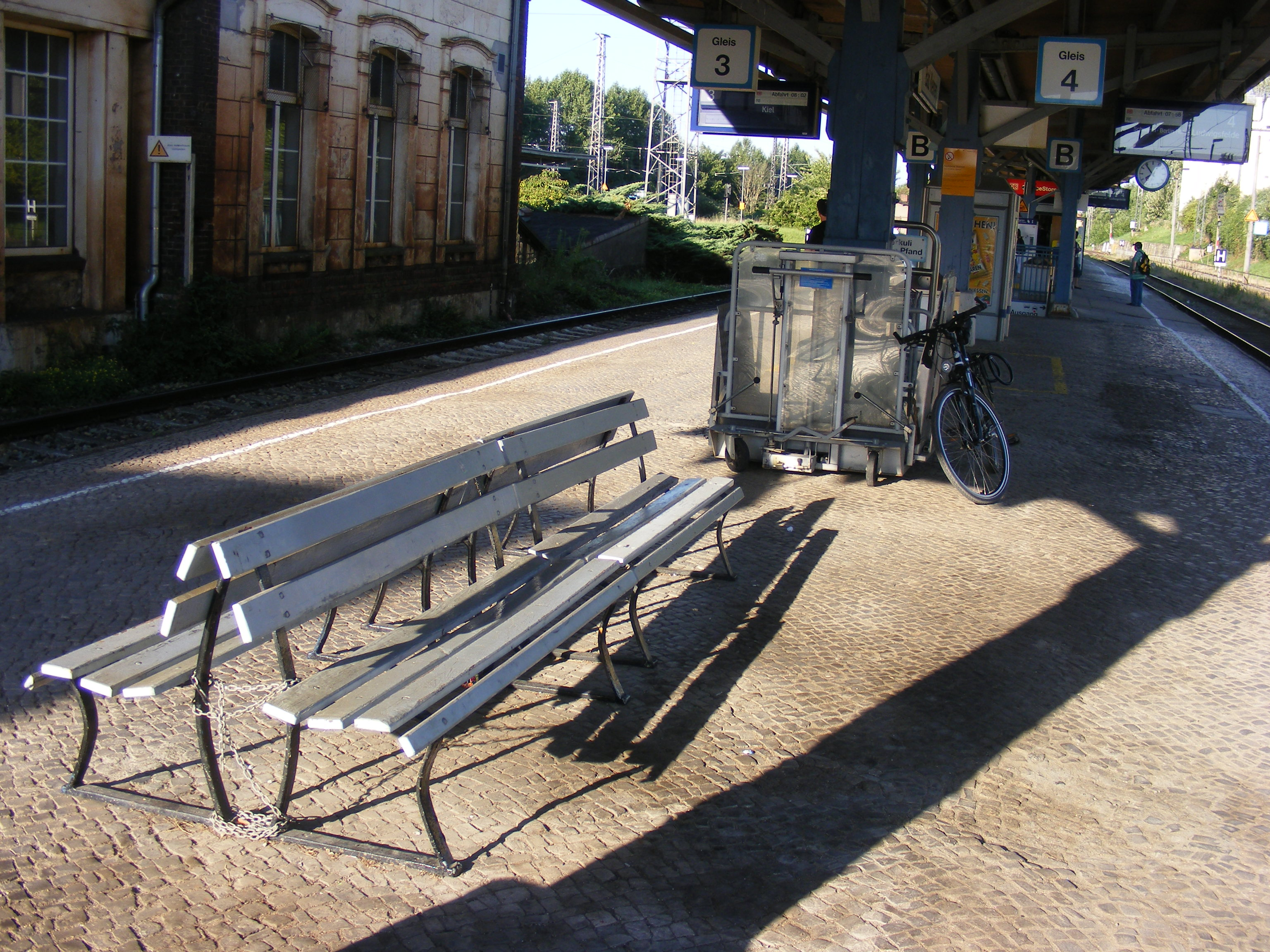
A plataforma da estação de trem de Bad Kleinen, local do último enfrentamento armado da RAF com a polícia alemã, em 1993, que causou a morte de seu último líder, Wolfgang Grams.

Sua última ação de vulto aconteceu em março de 1993, quando uma prisão em final de construção em Weiterstadt, no estado de Hesse, foi quase totalmente destruída por bombas colocadas em suas fundações. Cobertos por máscaras, armados com pistolas e carregando explosivos, membros da organização autodenominados Kommando Katharina Hammerschmidt invadiram as instalações do moderno presídio em fase final de construção, algemaram dez pessoas que se encontravam no edifício numa grande van no estacionamento e colocaram 200 quilos de TNT entre as fundações. Pela madrugada, cinco explosões transformaram o mais moderno presídio da Alemanha em ruínas, sem vítimas mas com um prejuízo de 100 milhões de marcos, o maior da história do terrorismo na República Federal da Alemanha.
Esta ação levou à caça da principal suspeita de liderar o grupo, Birgit Hogefeld, e à última e controversa operação da polícia antiterror alemã contra membros da RAF. Atraídos a um emboscada, por um informante infiltrado no grupo pela polícia, na pequena cidade de Bad Kleinen, no norte da Alemanha, Hogefeld e seu namorado e co-líder Wolfgang Grams, um dos principais suspeitos da morte do presidente do Deutsche Bank quatro anos antes são surpreendidos por comandos do GSG 9 na estação ferroviária do lugar, em 27 de junho de 1993.
Na ação que se seguiu, Hogefeld é presa e Grams reage a tiros ao cerco, matando um dos homens do GSG 9, Michael Newrzella. Pouco depois, aparece morto com um tiro, caído na linha do trem. As condições de sua morte são controversas. A conclusão do Ministério Público após o incidente, foi de que, cercado na plataforma, Grams suicidou-se com um tiro na cabeça antes de despencar nos trilhos. Durante os anos seguintes, entretanto, a esquerda da opinião pública, da intelectualidade e da imprensa alemã sempre acusou a polícia de execução a sangue-frio, de um Grams amarrado e desarmado, mesmo depois de capturado, fato este corroborado por testemunhas oculares da ação, em depoimento dado à revista Der Spiegel. O incidente e as acusações de tentativa de encobrimento de um assassinato pelo Estado, além das críticas com relação à eficiência da operação policial em si feitas dentro do próprio governo, causou a renúncia do ministro do Interior e foi considerado um dos maiores escândalos políticos da RFA.
Durante cinco anos, após a morte de Grams e a prisão de Hogefeld, a RAF desapareceu dos noticiários e nenhum outro ato de violência foi cometido em seu nome. Em 20 de abril de 1998, uma carta de oito páginas assinada com a logomarca da organização foi enviada por fax à agência Reuters, declarando em um de seus pontos:
| “ | \| Vor fast 28 Jahren, am 14. Mai 1970, entstand in einer Befreiungsaktion die RAF. Heute beenden wir dieses Projekt. Die Stadtguerilla in Form der RAF ist nun Geschichte. \| Quase 28 anos atrás, em 14 de maio de 1970, a RAF surgiu com uma campanha de libertação. Hoje este projeto foi encerrado. A guerrilha urbana em forma da RAF agora é história. \| | ” |
| | — Último comunicado da RAF, 20 de abril de 1998. |   |
| Vor fast 28 Jahren, am 14. Mai 1970, entstand in einer Befreiungsaktion die RAF. Heute beenden wir dieses Projekt. Die Stadtguerilla in Form der RAF ist nun Geschichte. | Quase 28 anos atrás, em 14 de maio de 1970, a RAF surgiu com uma campanha de libertação. Hoje este projeto foi encerrado. A guerrilha urbana em forma da RAF agora é história. |   |

## Principais membros da RAF
| Primeira Geração |
| ---------------- |

- Andreas Baader - Fundador, líder e principal teórico anticapitalista e marxista da RAF, foi um dos poucos membros que não frequentaram uma universidade, abandonando os estudos no curso secundário.[69] Preso em maio de 1970, após desaparecer depois de conseguir liberdade condicional em uma condenação por incêndios causados a lojas de departamentos no ano anterior, foi libertado dias depois por um comando liderado pela jornalista e integrante do bando Ulrike Meinhof,[34] o que resultou no nome popular pelo qual ficariam conhecidos, Grupo Baader-Meinhof, dado pela imprensa alemã. Treinado em guerrilha na Jordânia pela OLP após a libertação, esteve envolvido em roubos de banco, assassinatos e incêndios premeditados. Preso novamente após um tiroteio em Frankfurt, em junho de 1972,[70] morreu numa cela da prisão de Stammheim, em Stuttgart, em outubro de 1977, onde cumpria pena de prisão perpétua, tendo o suicídio como causa oficial dada pelas autoridades. O laudo é controverso até hoje, pois Baader foi encontrado morto com um tiro de pistola na nuca, dentro do isolamento de uma prisão de segurança máxima.[55]

- Gudrun Ensslin - Formada em literatura inglesa, alemã e Educação pela Universidade de Tübingen, foi co-fundadora da RAF e a principal influência na politização de Andreas Baader, de quem foi namorada. Considerada a referência intelectual do Baader-Meinhof,[5] foi presa pela primeira vez em 1968, após provocar incêndios com Baader e Thorwald Proll, numa época em que a RAF ainda não tinha sido oficialmente formada, sendo libertada em condicional e entrando na clandestinidade em seguida.[22] Presa novamente em maio de 1972, foi condenada à prisão perpétua por participação em cinco atentados à bomba que resultaram em quatro mortes. Morreu junto com Baader na noite de 17/18 de outubro de 1977, na chamada Noite da Morte da Prisão de Stammheim, onde cumpria a pena em isolamento. Sua morte, dada como suicídio por enforcamento, é controversa, assim como a de outros integrantes do grupo mortos na mesma noite.[55]

- Ulrike Meinhof - Conhecida jornalista de publicações de esquerda na Alemanha Ocidental dos anos 60, largou a profissão para entrar na clandestinidade e participar da guerrilha armada marxista junto com Andreas Baader e Gudrum Ensslin, de quem se tornara admiradora depois de seus primeiros atos de protesto contra a sociedade alemã da época. Uma das fundadoras do grupo, não tinha, entretanto, grande projeção em sua direção, tornando-se mais famosa por ter tido seu nome associado ao de Baader, na maneira como o grupo passou a ser chamado pela imprensa, após liderar um comando que o libertou da prisão em maio de 1970.[23] Presa com os demais integrantes da direção do Baader-Meinhof em 1972, envolvida em roubo de carros, bancos e incêndios de propriedades públicas e privadas, acusada de assassinatos, sequestros e formação de associação criminosa, foi condenada inicialmente a oito anos de prisão pela participação na libertação de Baader.[39] Enquanto aguardava julgamento por outras acusações, morreu por enforcamento na prisão de  Stammheim, em maio de 1976.[43] A causa oficial da morte, suicídio, é considerada controversa até hoje, assim como as de seus demais companheiros, um ano depois.

- Jan-Carl Raspe - Um dos primeiros integrantes e líderes do grupo, viveu em Berlim Oriental até a adolescência, quando passou para a Alemanha Ocidental durante a construção do Muro de Berlim, em 1961. Formado em sociologia, juntou-se aos fundadores da RAF em 1970,[23] tornando-se um de seus líderes. Preso com Baader e Holger Meins em junho de 1972, foi condenado à prisão perpétua por participação em assassinatos, roubos e atos de terrorismo contra o Estado. Preso em cela de isolamento da prisão de segurança máxima de Stammheim, Stuttgart, onde se encontravam cumprindo pena também todos os principais líderes do grupo, morreu com um tiro na noite de 17/18 de outubro de 1977, na mesma data de outros companheiros de prisão. A causa oficial de sua morte, suicídio, é dada como controversa até hoje.[55]

- Horst Mahler - advogado de ideologia política radical de esquerda, maoísta e um dos quatro fundadores da RAF, junto com Baader, Meinhof e Ensslin.[71] Defensor de Andreas Baader e Gudrun Ensslin em corte, das acusações de incêndios criminosos em 1968, juntou-se à dupla vendo a oportunidade de transformar suas ideias marxistas de teoria em prática através da guerrilha urbana, nos moldes dos Tupamaros uruguaios.[22] Organizador de vários dos assaltos cometidos pela RAF em seu início, foi o idealizador da expedição que levou à Jordânia alguns integrantes do grupo para treinamento prático em guerrilha, em 1970. Preso no final daquele ano, foi condenado a quatorze anos de prisão,[71] durante os quais reviu suas crenças e passou a renegar o papel do Baader-Meinhof, redigindo inclusive um manifesto aos outros integrantes. Expulso do grupo que ajudou a fundar pelos outros membros, foi libertado nos anos 80 e obteve permissão para voltar a praticar a advocacia. A partir daí, mudou radicalmente sua visão da sociedade e tornou-se interessado no neonazismo e em ideias de extrema-direita.[72]

- Holger Meins - Estudante de cinematografia em Berlim, juntou-se aos fundadores da RAF em 1970, tornando-se um dos líderes e principal idealizador de métodos de atentados. Preso em junho de 1972 com Baader e Raspe em Frankfurt, comandou uma greve de fome durante sua prisão em Wittlich, em protesto contra o tratamento dispensado a eles pelas autoridades alemãs. Morreu de inanição em novembro de 1974, pesando apenas 39 quilos para seu 1,83 metros de altura.[73] Sua morte deflagrou diversas marchas de protestos violentos pela Europa e o comando da RAF que invadiu a embaixada alemã em Estocolmo seis meses depois foi batizado com seu nome.[74]

- Irmgard Möller - Estudante de literatura alemã, foi uma das primeiras integrantes da RAF. Participante de atentados à bomba em centrais de polícia e ao quartel-general da Inteligência Militar do Exército dos Estados Unidos em Heidelberg, que matou três militares norte-americanos, foi presa em julho de 1972 e encarcerada na prisão de segurança máxima de Stammheim tempos depois, junto a outros integrantes do grupo. Na noite de 17/18 de outubro de 1977, de acordo com fontes oficiais, tentou suicidar-se com quatro facadas no peito em sua cela, ao mesmo tempo em que três de seus outros companheiros morriam em celas diferentes, no que tornou-se conhecida como a Noite da Morte na prisão de Stammheim.[54] Möller, que através dos anos sempre afirmou ter sido esfaqueada pelos guardas e que seus companheiros foram assassinados em represália ao sequestro do voo 181 da Lufthansa em Mogadíscio, foi a única sobrevivente dos eventos ocorridos nesta noite e cumpriu pena até 1994. Libertada aos quarenta e sete anos, doente e sendo a mais antiga presa feminina da Alemanha,[75] hoje vive anonimamente.

- Thorwald Proll - Escritor e ativista do movimento estudantil alemão nos anos 60, Proll incendiou, junto com Andreas Baader, Horst Söhnlein e Gudrun Ensslin, duas lojas de departamentos em Frankfurt, em fins de 1968, em protesto contra a Guerra do Vietnã.[76] Condenado a três anos de prisão, fugiu após ser posto em liberdade condicional provisória e refugiou-se em Paris, hospedando-se por um tempo na casa do jornalista marxista Régis Debray.[77] Sua irmã, Astrid, apresentada por ele a Baader, se tornaria uma proeminente integrante do Baader-Meinhof. Em fins de 1970 separou-se dos companheiros e decidiu entregar-se às autoridades alemães. Foi solto em outubro de 1971 e hoje vive em Hamburgo.

- Astrid Proll - Apresentada aos fundadores do Baader-Meinhof por seu irmão mais velho, Astrid participou de roubos de automóveis e assaltos a bancos, e foi uma das mulheres que resgataram Andreas Baader da prisão em maio de 1970. Presa em maio de 1971 e colocada em cela com isolamento acústico, foi transferida para um sanatório por questões de saúde, de onde conseguiu escapar, desaparecendo na clandestinidade. Fugiu para Londres onde casou-se, conseguiu identidade com novo nome e trabalhou em empregos variados, escondendo seu passado na RAF, até ser descoberta e presa pelo departamento de segurança nacional da polícia londrina em 1978. Depois de lutar quase um ano contra a extradição, voltou voluntariamente para a Alemanha no ano seguinte. Condenada por roubo e falsificação de documentos, foi solta em pouco tempo por já ter cumprido pena antes no país e depois na Inglaterra. Afastando-se da RAF, passou a trabalhar com edição de fotografia.[78]

- Ingrid Schubert - Uma das mais atuantes integrantes do grupo, participou da libertação de Baader em 1970 e de vários assaltos a banco.[79] Presa num esconderijo da RAF, numa armadilha da polícia alemã, foi condenada a seis anos de prisão por sua participação nas atividades do grupo.[80] Depois da morte de Ulrike Meinhof em 1976, Schubert foi enviada para a prisão de Stammheim, para fazer companhia a Gudrum Ensslin, profundamente deprimida com a morte da companheira. Com a morte posterior, em outubro de 1977, de três integrantes do Baader-Meinhof em Stammheim (Baader, Ensslin e Raspe), foi novamente transferida, desta vez para a prisão de Stadelheim, em Munique, onde no passado Adolf Hitler[81] e Ernst Rohm[82] estiveram encarcerados. Separada dos demais companheiros presos e em isolamento, duas semanas depois de sua chegada foi encontrada enforcada na cela.[49]

- Monika Berberich - Funcionária do escritório de advocacia de Horst Mahler, um dos fundadores da RAF, juntou-se ao grupo em 1970 e participou de várias ações armadas, ajudando a libertar Baader em maio de 1970. Fez parte do grupo que recebeu treinamento de guerrilha na Jordânia e ajudou na estrutura logística militar da RAF. Presa em outubro de 1970 e condenada a quatorze anos de prisão por associação criminosa e assaltos a mão armada,[83] escapou em 1976 da prisão feminina em Berlim junto com outros membros de facções terroristas aliadas, mas foi presa novamente duas semanas depois, sendo condenada a mais quatro anos.[84] Libertada em 1988, continuou com suas posições extremistas contra a sociedade capitalista alemã em discursos e entrevistas. Hoje vive em Frankfurt am Main e escreve para publicações de extrema-esquerda.

- Ilse Stachowiak - Estudante secundária e provavelmente a mais jovem integrante do Baader-Meinhof, juntou-se ao grupo com apenas 16 anos, em 1970.[85] Suas primeiras tarefas eram as de fazer reconhecimento em bancos para futuros assaltos. Em 12 de abril de 1971 foi reconhecida por um policial num cartaz de terroristas procurados e presa numa estação de trem em Frankfurt.[31] Recebeu uma sentença curta e, libertada, voltou à clandestinidade. Participante de uma atentado a bomba à sede da empresa jornalística de Axel Springer em 1972, um dos maiores alvos dos grupos de esquerda e da RAF durante sua existência, sobreviveu a uma explosão acidental de uma bomba dentro de um apartamento-esconderijo do grupo naquele mesmo ano e desapareceu novamente. Foi finalmente presa em fevereiro de 1974, antes de completar vinte anos de idade.[86]

- Irene Goergens - Filha ilegítima de um militar norte-americano e abandonada pela mãe na infância, vivia num reformatório juvenil aos dezoito anos quando conheceu Ulrike Meinhof,[87] que fazia pesquisas para seu filme Bambule, sobre adolescentes desajustados, e tornou-se sua protegida. Entrou para a RAF em 1970, participando do resgate da prisão de Andreas Baader em 1970 e de assaltos a banco.[79] Presa numa emboscada da polícia a um apartamento de Berlim em outubro do mesmo ano, junto com Brigitte Asdonk, cumpriu sentença até 1977. Libertada, afastou-se das atividades do Baader-Meinhof.

- Beate Sturm - Ex-estudante de física na Universidade Livre de Berlim e protegida de Holger Meins,[88] um dos primeiros integrantes da RAF, que morreu preso em greve de fome em 1974, participou por alguns meses do grupo entre fins de 1970 e começo de 1971. Por seu aspecto considerado burguês pelos demais integrantes, era sempre encarregada das compras em lojas e supermercados para os companheiros clandestinos. Escapou da polícia com um companheiro em dezembro de 1970, depois de parados em uma barreira policial na cidade de Oberhausen. Em janeiro de 1971, desistiu da vida na guerrilha, quando participava de um reconhecimento de bancos, e voltou para casa, deixando o grupo sem tecnicamente cometer nenhum crime.[31] Detida pouco depois, depôs na justiça contando detalhes da estrutura e dos métodos de ação armada da RAF.

- Margrit Schiller - Estudante de psicologia em Bonn e Heidelberg, juntou-se à RAF após a dissolução do SPK (Sozialistisches Patientenkollektiv),[89] grupo de extrema-esquerda de pacientes militantes contra médicos e práticas da medicina alemã, fundado na Universidade de Heidelberg no início de 1970. Em setembro de 1971, junto com Holger Meins, participou de um tiroteio com a polícia após abordagem numa estrada de Freiburg, que resultou na morte de um policial. Caçada pela polícia alemã, em 22 de outubro ela desembarcou na estação ferroviária de Hamburgo, encontrando-se com os companheiros Irmgard Moeller e Gerhard Müller. Sentindo-se vigiada, ela e os dois terroristas esconderam-se num estacionamento, onde foram encontrados por dois policiais. Na briga que se seguiu à reação, enquanto Margrit tentava se libertar da polícia, um dos policiais foi assassinado com seis tiros por Muller e o outro ferido no pé.[31] Mais tarde, após a separação do grupo, ela acabou sendo presa numa cabine telefônica armada com uma pistola de 9 mm.[90] Sentenciada a vinte e sete meses de prisão, foi libertada em 1973 mas voltou à clandestinidade. Presa novamente em 1974, cumpriu cinco anos de prisão, nos quais participou de várias greves de fome por melhores condições carcerárias. Em 1985, mudou-se para Cuba e hoje vive no Uruguai.[91]

- Katharina Hammerschmidt - Amiga de Grudrun Ensslin desde os tempos de faculdade e militância estudantil, foi a responsável por abrigar os primeiros integrantes do Baader-Meinhof no fim de 1970. Seus apartamento foi invadido pela polícia e ela fugiu para o exterior, vivendo de lugar em lugar. Cansada da vida de fugitiva, com seu retrato em todos os cartazes de 'procurados' espalhados pela Europa, voltou para a Alemanha Ocidental em 1972, entregando-se às autoridades. Na prisão, desenvolveu um tumor cancerígeno, que a matou em 1975. Os médicos prisionais foram criticados por nada terem feito para salvá-la e o Estado sofreu acusações de desleixo médico com uma prisioneira em custódia.[92] Após sua morte, comandos de ação da RAF adotaram seu nome.[93]

- Marianne Herzog - Namorada de Jan-Carl Raspe, entrou com ele na RAF no início de 1970. Participante de ações armadas do grupo, foi presa com outro companheiro em dezembro de 1971, durante um período de forte repressão da polícia alemã às organizações clandestinas. Foi libertada antes do cumprimento total da pena por questões de saúde.[94]

- Hans-Jürgen Bäcker - Um dos primeiros integrantes da RAF, juntou-se ao grupo de Baader e Ensslin antes da libertação de Andreas Baader em 1970. Fez treinamento de guerrilha na Jordânia com a OLP, após a fuga de Baader. Após a prisão de vários membros da organização em outubro de 1970, Backer - que não era considerado muito confiável por não manter boas relações pessoais com Baader, tendo dificuldade em aceitar sua autoridade - viu recair sobre si a suspeita de que agia como agente duplo da polícia entre a organização.[23] Quanto confrontado sobre isso, num encontro entre os integrantes, ele saiu correndo, o que deu à RAF a certeza da traição. Astrid Poll tentou matá-lo a tiros de dentro de um carro em movimento mas errou o alvo. Foi preso em fevereiro de 1971[31] e condenado a nove anos de prisão em 1974 pela participação no resgate de Baader em 1970.

- Thomas Weissbecker - Um associado do fundador Horst Mahler, entrou para a RAF em julho de 1971, sendo preso no mesmo ano por agressão a um jornalista da mídia conservadora.[95] Em março de 1972, junto com a militante Carmem Roll, ele foi parado pela polícia na saída de um hotel em Augsburg. Ao colocar a mão no bolso do paletó, foi fuzilado pelos policiais, que acreditavam que ele sacaria uma arma. Dois meses depois de sua morte, em represália, membros da RAF atiraram bombas numa delegacia policial de Augsburg e numa agência de investigações criminais de Munique.[96]

- Ingeborg Barz - Estudante ligada a movimentos radicais de extrema-esquerda, juntou-se à RAF em 1971 com seu namorado, Wolfgang Grundmannm, quando trabalhava como secretária em Berlim,[90] após a volta da Jordânia do núcleo principal da organização. O destino de Ingeborg é até hoje um mistério não solucionado. Depois de um assalto a banco em que um policial foi morto, em fins de 1971,[31] ela resolveu deixar a organização desgostosa com os métodos violentos que testemunhava. Em 21 de fevereiro de 1972, telefonou para a mãe, perturbada, chorosa e deprimida, pedindo para voltar para casa. Depois disso, desapareceu. Algumas versões para seu desaparecimento afirmam que Andreas Baader a teria matado, temeroso de que ela passasse certos segredos do Baader-Meinhof para as autoridades, depois de seu desligamento. Um dos integrantes do grupo, Gerhard Müller, depôs em juízo afirmando que Baader a havia assassinado. Outra militante nega o fato, afirmando ter estado com ela em 1975 e Barz parecia muito doente, podendo ter morrido pouco depois. Um corpo em decomposição foi achado perto de uma estrada em Munique em julho de 1973, presumivelmente sendo como de Ingeborg, mas nada foi provado e nenhum exame conclusivo.[90] Oficialmente, permanece desaparecida.

- Manfred Grashof - Desertor do exército nos anos 60,[97] morou em comunas da contracultura em Berlim no fim da década. Desejando participar mais ativamente de atos contra o Estado, entrou para o Baader-Meinhof em 1970  junto com sua namorada Petra Schelm, nos primórdios da organização, participando do grupo que recebeu treinamento de guerrilha da OLP na Jordânia em julho e agosto daquele ano. Preso numa armadilha em um apartamento alugado pela RAF para falsificação de documentos, em Hamburgo, em março de 1972, envolveu-se em um tiroteio, matando um policial. Ferido com dois tiros, depois de recuperado em um hospital foi transferido para uma cela de segurança máxima, com isolamento acústico e luzes ligadas vinte e quatro horas por dia. Em 2 de junho de 1977 foi condenado à prisão perpétua.[97] Foi libertado em 1991 após cumprir dezenove anos de prisão. Hoje trabalha em teatro em Berlim.[98]

- Heinrich Jansen - 'Ali' Jansen, como era conhecido, juntou-se à RAF após a volta do núcleo da organização do treinamento militar na Jordânia. Participou de assaltos a banco, roubos de carro e de invasões a escritórios do governo para roubo de passaportes e cédulas de identidade em branco. Tendo problemas com bebida e muitas vezes estando bêbado durante a ação, chegou a apanhar de um companheiro após um roubo. Em 20 de dezembro de 1970 conseguiu escapar com Beate Sturm de uma barreira policial em Oberhausen mas foi preso no dia seguinte quando tentava roubar um carro junto com Ulrike Meinhof e Astrid Poll, que escaparam. Jansen sacou uma arma e atirou a esmo, mas foi dominado sem ferir ninguém. Julgado por tentativa de homicídio, foi condenado a dez anos de prisão.[99]

- Petra Schelm - Juntou-se à RAF junto com o namorado, Manfred Grashof, participando do treinamento de guerrilha da OLP na Jordânia em julho/agosto de 1970. Em 15 de julho de 1971, ela e o companheiro Werner Hoppe foram parados numa barreira policial em Hamburgo e, na hora da verificação dos documentos, Petra acelerou o carro e iniciou a fuga. Fechados por carros da polícia alguns quilômetros adiante, ela e Werner correram em direções diferentes tentando se esconder. Werner rendeu-se, mas Petra decidiu furar o cerco à bala, sendo morta com um tiro de pistola no olho.[100] Durante seu enterro, em Spandau, acompanhado por mais de cinquenta estudantes, uma bandeira vermelha foi colocada - e depois retirada pela polícia - sobre seu túmulo. Tinha apenas vinte anos de idade. O grupo que bombardeou o QG do exército norte-americano na Alemanha meses depois, autodenominava-se Kommando Petra Schelm em sua homenagem.[101] No filme Der Baader Meinhof Komplex, de 2008, ela é vivida pela atriz Alexandra Maria Lara.[102]

| Segunda Geração |
| --------------- |

- Siegfried Haag - Um advogado simpático ao movimento e aos primeiros integrantes da RAF, tendo-os assistido legalmente na prisão[103] e no julgamento de 1975, passou a integrar o grupo liderando seu reagrupamento e estruturação com uma segunda geração de integrantes e sendo o cérebro por trás das ações e da logística da RAF no período posterior à prisão de seus fundadores. Preso em 1975 por contrabando de armas através da Suíça e solto logo depois, entrou na clandestinidade participando de ações armadas contra bancos e provavelmente planejando a invasão da embaixada alemã em Estocolmo.[73] Foi novamente preso numa estrada, em novembro de 1976. Em 1979 foi sentenciado a quinze anos de prisão e libertado em 1987 por questões de saúde, abandonando a guerrilha.

- Brigitte Mohnhaupt - Estudante de filosofia na Universidade de Munique, integrante do SPK (Sozialistisches Patientenkollektiv) e do movimento estudantil de esquerda no fim dos anos 60, entrou para a RAF em 1971 e após a prisão de seus fundadores em 1972 e de Siegfried Haag em 1976, tornou-se a mais proeminente liderança da segunda geração de terroristas e uma das mais atuantes durante o Outono Alemão, uma série de assassinatos de figuras do governo e de sequestros de banqueiros e industriais, que levou grande crise ao país em setembro/outubro de 1977. Também envolvida nos planos do sequestro do Voo 181 da Lufthansa, levado a cabo por guerrilheiros palestinos e que visava libertar o núcleo original do Baader-Meinhof da prisão, foi considerada a mulher mais perigosa da Alemanha em sua época.[104] Presa em 11 de novembro de 1982 e condenada a cinco penas de prisão perpétua por nove mortes. Foi libertada sob condicional em 25 de março de 2007, depois de vinte e quatro anos cumprindo pena, causando protestos e grande controvérsia entre a opinião pública alemã.[105]

- Christian Klar - Ex-estudante de ciência política e história na Universidade de Heidelberg, foi um dos líderes da segunda geração da RAF junto com Brigitte Mohnhaupt. Antes de se juntar ao grupo, participou de movimentos e atos estudantis de protestos políticos e pela libertação de presos do Baader Meinhof, durante a primeira metade da década de 70. Passou a fazer parte da organização em 1976, logo após a saída de Monnhaupt da prisão, onde ela cumpria pena de cinco anos junto aos líderes do Baader-Meinhof. Juntos, os dois lideraram as mais sangrentas ações da RAF na segunda metade da década, especialmente as do Outono Alemão, em 1977, que resultaram em mortes e sequestros de políticos e industriais do país.[104] Preso em 1982, numa emboscada de grupos antiterror da policia alemã, foi condenado a prisão perpétua. Foi libertado sob custódia em 2008, depois de cumprir vinte e seis anos de prisão, o que causou grande controvérsia e protestos entre a sociedade alemã. O ex-piloto Jürgen Vietor, co-piloto do Voo 181 da Lufthansa sequestrado em 1977, operação que teve o planejamento da RAF - então liderada por Klar e Brigitte Mohnhaupt - e que custou a vida do piloto Jürgen Schumann, executado pelos sequestradores palestinos, devolveu em dezembro de 2008 a Ordem do Mérito da República Federal da Alemanha, que havia recebido na época, em protesto pela libertação de Klar.[106]

- Adelheid Schulz - Enfermeira de profissão,[107] entrou para a RAF junto com seu então namorado Christian Klar e participou de ações de assalto, sequestro e morte durante a segunda metade da década de 1970, especialmente no chamado período de Outono Alemão. Presa junto com Brigitte Mohnhaupt em novembro de 1982,[108] foi sentenciada à prisão perpétua, por atos cometidos pela RAF entre 1977 e 1981. Na prisão, participou de várias greves de fome, chegando a passar por períodos de alimentação à força. As greves de fome seguidas abalaram sua saúde de tal forma, que em 1998 ela foi libertada e hoje vive em Frankfurt, aposentada por questões de saúde.

- Siegfried Hausner - Ex-integrante do movimento estudantil SPK, foi escolhido por Siegfried Haag, um dos líderes de segunda geração da RAF, para comandar a invasão da embaixada alemã em Estocolmo, em 24 de abril de 1975, operação realizada para libertar os fundadores do Baader-Meinhof presos na Alemanha. Durante o ataque, uma carga de TNT explodiu acidentalmente ferindo e queimando 40% do corpo de Hauser. Mesmo sob protestos da equipe médica do hospital sueco para onde foi levado, ele foi deportado de maca direto para a prisão de segurança máxima de Stammheim, na Alemanha Ocidental, onde se encontravam presos aqueles que pretendiam libertar. Sem condições de ser atendido propriamente na prisão, e mesmo assim mantido lá pelas autoridades alemãs, Hausner morreu em 5 de maio, dez dias depois do ataque.[41]

- Carmen Roll - Ex-militante do SPK, era especialista na confecção e uso de explosivos, liderou a tentativa de atentado à bomba ao trem do presidente da Alemanha Ocidental na estação de Heidelberg, mas um atraso impediu a consumação do ato.[31] Em 2 de março de 1972 foi surpreendida pela polícia na porta de um hotel de Augsburg e presa, enquanto seu companheiro Tommy Weissbecker era morto no tiroteio que se seguiu. Duas semanas depois recebeu uma dose quase-fatal de éter pelos médicos da prisão. Libertada em 1976, mudou-se para a Itália e tornou-se enfermeira.[109]

- Bernhard Rössner - Participante da invasão e ocupação de casas colocadas para alugar em protesto pelo alto custo dos aluguéis em Hamburgo, esteve preso brevemente em 1973. Libertado, juntou-se à RAF e integrou o comando que realizou o ataque à embaixada alemã em Estocolmo, em abril de 1975, foi preso depois do atentado e envolvido na morte de dois reféns, foi condenado à prisão perpétua em 1977 por um tribunal de Dusseldorf. Foi libertado em 1994, após cerca de vinte anos de cumprimento de pena e com graves problemas de saúde devido a várias greves de fome na prisão.[110]

- Lutz Taufer - Ex-integrante do SPK e de movimentos contra a tortura de presos políticos na Alemanha, entrou para o Baader-Meinhof em 1971 e participou do ataque à embaixada alemã em Estocolmo em abril de 1975. Preso, foi condenado à prisão perpétua em 1977 e libertado em 1996. Desde 1999 vive com a irmã no Brasil.[111]

- Elisabeth von Dyck - Ex-integrante do SPK, foi presa em 1975 junto com Siegfried Haag, líder da segunda geração do Baader Meinhof, por contrabando de armas da Suíça para a Alemanha e passou seis meses na prisão. Libertada, viu contra si um novo mandado de prisão por associação à organização terrorista e desapareceu na clandestinidade, provavelmente fugindo para Bagdá, no Iraque. Em algum momento voltou para  Alemanha e em 4 de maio de 1979 entrou numa casa de Nuremberg, supostamente um esconderijo da RAF, que vinha sendo vigiado pela polícia. Foi fuzilada pelas costas.[109]

- Ulrich Wessel - Filho de um rico empresário alemão, Wessel era um milionário e vivia como playboy, até entrar para o movimento estudantil SPK. Juntando-se à RAF na metade dos anos 70, participou da invasão à embaixada alemã em Estocolmo em 24 de abril de 1975. Na ação, Wessel morreu quando uma explosão acidental de TNT jogou-o longe e a granada que segurava explodiu, matando-o instantaneamente.[109]

- Peter-Jürgen Boock - Depois de completar o curso secundário, deixou a família, acusando o pai de ser nazista,[112] e viajou para a Holanda, onde tornou-se viciado em drogas, sendo preso por posse de narcóticos e passou por várias clínicas de reabilitação e reformatórios, conhecendo então Andreas Baader e Gudrun Ensslin, ainda nos primórdios do grupo. Sendo muito jovem, foi recusado como integrante da RAF e continuou envolvido com drogas em Frankfurt. Juntou-se finalmente à segunda geração do Baader Meinhof no meio da década de 1970 e entrou para a clandestinidade, recebendo treino de guerrilha no Iémen.[113] Participante do sequestro dos empresários Hanns-Martin Schleyer e Jürgen Ponto, durante o Outono Alemão, em 1977, foi preso na Iugoslávia com Brigitte Mohnhaupt, em 1978, mas libertado junto com ela e demais companheiros detidos pelo governo de Tito, após a Alemanha se recusar a trocá-los por fugitivos políticos croatas no país. Afastando-se da organização em 1980, foi entretanto preso em 1981, acusado da morte dos dois empresários, sendo condenado à prisão perpétua. Foi libertado em 1998 e hoje trabalha como escritor free-lancer perto de Frankfurt.

- Susanne Albrecht - Filha de um advogado rico, passou a infância e a adolescência entre a  alta burguesia alemã. Interessou-se pelo marxismo depois de cursar sociologia na Universidade de Hamburgo, onde entrou em 1971, participando de manifestações estudantis, e em 1974 integrou o Comitê Contra a Tortura de Prisioneiros Políticos na Alemanha Ocidental, que protestava contra as condições em que viviam os líderes presos da primeira geração do Grupo Baader-Meinhof. No meio da década, Susanne juntou-se à RAF e planejou o sequestro de um grande amigo de seu pai e padrinho de sua irmã, o presidente do Dresdner Bank, Jürgen Ponto, em 1977. O sequestro deu errado e Ponto foi assassinado dentro de casa por Brigitte Mohnhaupt.[114]) Caçada, ainda participou da tentativa de assassinato do general norte-americano Alexander Haig, comandante da OTAN, antes de fugir para a Alemanha Oriental em 1980. Foi presa em junho de 1990 em Berlim, após a reunificação da Alemanha, vivendo sob nome falso num condomínio de apartamentos e casada com um cientista alemão-oriental.[115] Condenada a 12 anos de prisão, foi libertada depois de cumprir metade da pena, em 1996.

- Rolf Clemens Wagner - Um dos mais ativos participantes da segunda geração do Baader Meinhof, Wagner participou de assaltos a banco com vítimas, do sequestro e assassinato do empresário Hanns-Martin Schleyer e da tentativa de assassinato do comandante da OTAN em 1979, junto com Susanne Albrecht. Preso em 1979 em Zurique, foi extraditado, julgado em 1985 e condenado à prisão perpétua pela morte de Schleyer e mais doze anos, num segundo julgamento, pelo atentado a Haig.[58] Libertado, sob perdão presidencial, aos 59 anos, e com a saúde extremamente debilitada em 2003, sob protestos da sociedade,[116] declarou que a ação contra Schleyer, um magnata da indústria, tinha sido correta, por seu passado de ex-integrante das SS e nazista impune.

- Sieglinde Hofmann - Ex-enfermeira e assistente social, entrou para o grupo por volta de 1976, depois de militar no SPK. Ela participou do sequestro de Hanns-Martin Schleyer em setembro de 1977, usando um carrinho de bebê, cheio de armas escondidas, para parar os carros do empresário e sua escolta no meio da rua de Colônia onde ocorreu o sequestro. Com mais três integrantes do bando, ajudou a fuzilar e matar os guarda-costas de Schleyer, possibilitando seu rapto. Foi presa um ano depois na Iugoslávia com Brigitte Mohnhaupt e mais dois companheiros, mas posta em liberdade pelo governo de Tito, com a recusa do governo alemão em trocá-los por fugitivos croatas. Foi presa definitivamente em 1980, em Paris, dentro de um esconderijo da RAF vigiado pela polícia. Foi condenada primeiramente a quinze anos de prisão pelo assassinato do banqueiro Jürgen Ponto - do qual ela não participou - e pouco antes do término de sua pena em 1995, foi, aos cinquenta anos, novamente julgada por novas evidências de suas atividades. Em 1996 foi condenada à prisão perpétua pela morte de Schleyer e pela tentativa de assassinato do general Alexander Haig, comandante da OTAN, em 1979. Foi libertada, entretanto, em 5 de maio de 1999.[117]

- Stefan Wisniewski - Ex-aluno de reformatório, eletricista e marinheiro, juntou-se à RAF em 1974 e fez treinamento de guerrilha na Jordânia em 1976. No ano seguinte participou de assaltos a banco, do assassinato de procurador-geral da República Siegfried Buback e do sequestro e assassinato do empresário Hanns-Martin-Schleyer. Preso em 1978 em Paris e extraditado para a Alemanha, durante seu interrogatório chegou a atacar um juiz. Em 1981 foi condenado à prisão perpétua por sequestro, assassinato e participação em organização terrorista. Libertado sob condicional em 1999.[118]

- Verena Becker - Ex-integrante do Movimento 2 de Junho, participou de roubos de banco e atentados a bomba a um clube recreativo britânico em junho de 1972. Presa em 1974 e sentenciada a seis anos de prisão, foi trocada pelo político Peter Lorenz, sequestrado pela RAF em 1975, e enviada, juntos com outros presos resgatados, ao Yemen.[119] Voltou à Alemanha e reuniu-se à segunda geração da RAF comandada por Siegfried Haag sendo novamente presa em 1977 após um confronto com a polícia, onde foi ferida na perna e encontrada em seu carro a submetralhadora usada no assassinato do procurador-geral da República Siegfried Buback.[119] Condenada à prisão perpétua e envolvida em várias greves de fome durante seu tempo na prisão, foi libertada em 1989 por um perdão presidencial e viveu anonimamente na Alemanha. O caso da morte de Buback foi reaberto em 2009 e ela processada novamente devido a recentes evidências encontradas de sua participação nele, por exames de DNA feitos numa carta enviada por ela enquanto estava na prisão, confessando o crime.

| Terceira Geração |
| ---------------- |

- Wolfgang Grams - Líder da terceira geração de integrantes da Fração do Exército Vermelho, conheceu os fundadores da RAF quando ainda se encontravam na prisão, nos anos 70, e realizou diversos protestos pelas condições dos presos, que considerava desumanas. Quando seu nome foi encontrado numa caderneta de um terrorista morto pela polícia, foi preso por 153 dias mas libertado em custódia em 1980. Conheceu então Birgit Hogefeld, com quem começou a se relacionar, e juntos praticaram diversas operações de guerrilha nos anos 80, vivendo na clandestinidade a partir de 1984. Em 27 de junho de 1993, ele e Birgit foram surpreendidos por comandos do GSG 9, a unidade contraterrorista do governo alemão, na estação de trem de Bad Kleinen, no norte da Alemanha. No tiroteio que se seguiu, dois policiais foram feridos e um morto. Birgit foi presa e Grams, morto com um tiro no rosto. A investigação oficial posterior deu a causa da morte como suicídio, devido ao seu desespero quando viu que não conseguiria escapar, mas testemunhas da ação declararam que ele foi executado à queima-roupa pelos policiais.[67]

- Birgit Hogefeld - Juntou-se à RAF por volta de 1984, muitos anos depois da morte de seus fundadores e junto com seu namorado, Wolfgang Grams, tornou-se uma liderança na continuidade das operações da organização. Entre vários dos atentados cometidos, foi acusada pela morte de um soldado norte-americano em 1985 para roubar sua identidade e obter permissão de acesso a uma base militar americana, onde um atentado com bombas matou dois militares e feriu outros vinte.[60] Presa em junho de 1993, numa emboscada onde Grams foi morto, recebeu três penas consecutivas de prisão perpétua. Foi também acusada de planejar o último atentado cometido pela RAF, em 1993, com a destruição a bombas de um presídio em construção na Alemanha. Em 2008, teve um pedido de liberdade condicional negado pelo presidente alemão, Horst Köhler.[60] Foi finalmente libertada sob condicional em 2011, após cumprir dezoito anos de pena, a última integrante da RAF ainda na prisão.[120]

- Eva Haule - Concluindo o curso secundário em Stuttgart, juntou-se à RAF e entrou na clandestinidade em 1984. Participou de ataques à escolas da OTAN na Baviera, roubos de lojas de armas, assassinato de soldado americano junto com Hogefeld e do atentado ao presidente de uma empresa de aviação. Presa em 1986 numa sorveteria perto de Frankfurt, foi acusada de roubo, falsificação de documentos e associação criminosa, sendo condenada a quinze anos de prisão. Em condições de obter liberdade em 2001, provas de sua participação nos atentados que mataram duas pessoas apareceram, inclusive numa carta auto-incriminatória a outro preso, e a sua soltura anulada, sendo transferida para uma prisão feminina em Berlim. Depois de alguns anos em regime semi-aberto, foi libertada em definitivo em agosto de 2007.[121] Desde então, tem trabalhado como fotógrafa, e nas declarações que deu não demonstrou nenhum arrependimento pelos seus atos enquanto integrante do Baader-Meinhof.[122]

- Andrea Klump - Estudante de sociologia e etnologia entre 1978 e 1981, entrou para a RAF no começo da década e para a clandestinidade em 1984. Participante de duas tentativas de assassinato - uma bomba numa discoteca na Espanha frequentada por militares americanos e uma explosão numa estrada da Hungria, contra um ônibus com imigrantes soviéticos judeus - foi presa depois de um tiroteio com a polícia, em setembro de 1999 em Viena, onde seu namorado, e também integrante da RAF, Horst Ludwig Meyer, morreu fuzilado. Deportada para a Alemanha, foi condenada a um total de vinte e um anos de prisão.[123]

- Ernst-Volker Staub, Daniela Klette e Burkhard Garweg - Acusados de participação na destruição do presídio de Weiterstadt em 1993 - última ação armada da RAF - entre outros atentados, são os três últimos integrantes do Baader-Meinhof. Desaparecidos desde a época, nunca foram encontrados e até hoje fazem parte da lista de Mais Procurados da polícia de investigações criminais (Bundeskriminalamt) alemã.[124] Em 2016, ainda desaparecidos, foram acusados pela polícia de serem suspeitos de estar por trás de uma série de assaltos a carros de valores e caixas de supermercados nos últimos anos na Alemanha; as autoridades acreditam que  os três, atualmente com idades entre 48 e 62 anos, se escondam no interior do país ou em alguma país vizinho.[125] Em 27 de fevereiro de 2024, Daniela Klette, de 65 anos, foi presa em Berlim após mais de 30 anos de buscas.[126]

## Na cultura popular

### Filmes e documentários
- Die bleierne Zeit (Os Anos de Chumbo) (1981), de Margarethe von Trotta - obra ficcional baseada na vida das irmãs Ensslin, Christiane e Gudrun, fundadora e líder da RAF, premiado com o Leão de Ouro no Festival de Cinema de Veneza.[127]
- Der Baader Meinhof Komplex (O Grupo Baader-Meinhof) (2008), de Uli Edel - baseado no livro de Stefan Aust e candidato ao Oscar e ao Globo de Ouro de melhor filme em língua estrangeira, conta a história da RAF desde seus primórdios até a morte de seus líderes em 1977.[128]
- Die verlorene Ehre von Katharina Blum (A Honra Perdida de Katharina Blum) (1975), de Volker Schloendorff e Margarethe von Trotta - baseado no livro de Heinrich Böll, retrata o clima na Alemanha Ocidental durante o ápice da atuação da RAF no país nos anos 70.[128]
- Die dritte Generation (A Terceira Geração)  (1979), de Rainer Werner Fassbinder - comédia de humor negro com o terrorismo alemão como pano de fundo.[128]
- Black Box BRD (2001), de Andres Veiel - documentário multipremiado, retrata as mortes de Alfred Herrhausen, presidente do Deutsche Bank, morto num atentado à bomba em 1989, e de um dos líderes da última geração da RAF, Wolfgang Grams.[128]
- Starbuck Holger Meins (2001), de Gerd Conradt - documentário retrata a vida e os tempos de RAF de Holger Meins, ex-colega do diretor na Deutsche Film- und Fernsehakademie Berlin.[128]
- Baader (2002), de Christopher Roth - filme ficcional sobre a vida de Andreas Baader.[128]
- Brandstifter (1969), de Klaus Lemke - filme para a televisão alemã que conta a história dos ataques incendiários de Andreas Baader e Gudrun Ennslin às lojas de departamentos de Frankfurt em 1968.[128]
- Uma Morte em Vermelho (2020), série documental produzida pela Netflix que aborda a possível participação do RAF no assassinato de Detlev Rohwedder, em 1991.[129][130]

### Música
- Baader-Meinhof Blues, da banda brasileira Legião Urbana, incluída no álbum de estreia Legião Urbana, de 1985.[131]
- Baader-Meinhof, do grupo britânico Cabaret Voltaire, incluída no EP A Factory Sample, de 1979.[132]

### Artes plásticas
- 18 de outubro de 1977 (1988), série de pinturas do artista alemão Gerhard Richter, retratando a morte dos líderes do Baader-Meinhof[133]

## Leitura complementar
- Aust, Stefan - The Baader-Meinhof Group: The Inside Story of a Phenomenon, The Bodley Head Ltd 1987, ISBN 978-0-370-31031-2
- Baumann, Bommi - How It All Began: Personal Account of a West German Urban Guerilla, Arsenal Pulp Press 1981, ISBN 978-0-88978-045-3
- Becker, Jillian - Hitler's Children: Story of the Baader-Meinhof Terrorist Gang, DIANE Publishing Company 1998, ISBN 978-0-7881-5472-0
- Hyams, Edward. Dictionary of Modern Revolution, A Lane, 1973 ISBN 978-0-7139-0476-5
- RAF. The Urban Guerilla Concept, Kersplebedeb - edição do panfleto, 2005 ISBN 978-1-894946-16-2;  na Internet emgermanguerilla.com
- Usselmann, Rainer - "18. Oktober 1977: Gerhard Richter’s Work of Mourning and Its New Audience", College Art Association, Art Journal, 2002.
- Varon, Jeremy - Bringing the War Home: The Weather Underground, the Red Army Faction, and Revolutionary Violence in the Sixties and Seventies, University of California Press 2004, ISBN 978-0-520-24119-0
- Vague, Tom - Televisionaries: The Red Army Faction Story, AK Press, 1994 ISBN 978-1-873176-47-4
- Wright, Joanne - Terrorist Propaganda: The Red Army Faction and the Provisional IRA, 1968-86, Palgrave Macmillan 1991, ISBN 978-0-312-04761-0